# Lalheue
Lalheue est une commune française située dans le département de Saône-et-Loire, en région Bourgogne-Franche-Comté.

### Communes limitrophes

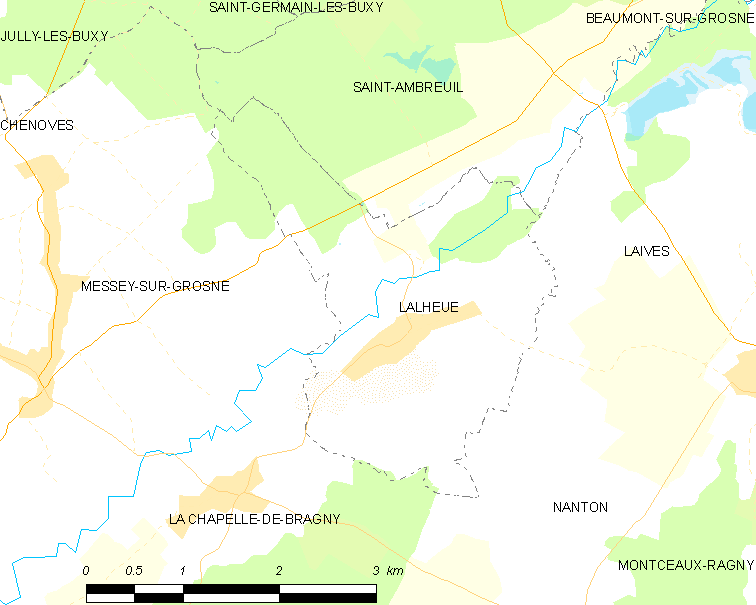
Carte de la commune de Lalheue et des proches communes.

## Géographie

### Climat
Pour des articles plus généraux, voir Climat de la Bourgogne-Franche-Comté et Climat de Saône-et-Loire.
En 2010, le climat de la commune est de type climat océanique dégradé des plaines du Centre et du Nord, selon une étude du Centre national de la recherche scientifique s'appuyant sur une série de données couvrant la période 1971-2000. En 2020, Météo-France publie une typologie des climats de la France métropolitaine dans laquelle la commune est dans une zone de transition entre le climat océanique altéré et le climat océanique altéré et est dans la région climatique Bourgogne, vallée de la Saône, caractérisée par un bon ensoleillement (1 900 h/an), un été chaud (18,5 °C), un air sec au printemps et en été et des vents faibles.
Pour la période 1971-2000, la température annuelle moyenne est de 11,3 °C, avec une amplitude thermique annuelle de 17,7 °C. Le cumul annuel moyen de précipitations est de 862 mm, avec 11,4 jours de précipitations en janvier et 7,3 jours en juillet. Pour la période 1991-2020, la température moyenne annuelle observée sur la station météorologique de Météo-France la plus proche, « Saint-Marcel », sur la commune de Saint-Marcel à 16 km à vol d'oiseau, est de 12,3 °C et le cumul annuel moyen de précipitations est de 818,4 mm. 
La température maximale relevée sur cette station est de 41,8 °C, atteinte le 12 août 2003 ; la température minimale est de −20 °C, atteinte le 16 janvier 1985,,.
Les paramètres climatiques de la commune ont été estimés pour le milieu du siècle (2041-2070) selon différents scénarios d'émission de gaz à effet de serre à partir des nouvelles projections climatiques de référence DRIAS-2020. Ils sont consultables sur un site dédié publié par Météo-France en novembre 2022.

## Urbanisme

### Typologie
Au 1er janvier 2024, Lalheue est catégorisée commune rurale à habitat dispersé, selon la nouvelle grille communale de densité à sept niveaux définie par l'Insee en 2022.
Elle est située hors unité urbaine. Par ailleurs la commune fait partie de l'aire d'attraction de Chalon-sur-Saône, dont elle est une commune de la couronne,. Cette aire, qui regroupe 109 communes, est catégorisée dans les aires de 50 000 à moins de 200 000 habitants,.

### Occupation des sols
L'occupation des sols de la commune, telle qu'elle ressort de la base de données européenne d’occupation biophysique des sols Corine Land Cover (CLC), est marquée par l'importance des territoires agricoles (72,1 % en 2018), une proportion identique à celle de 1990 (72,1 %). La répartition détaillée en 2018 est la suivante : prairies (52,8 %), forêts (22,3 %), zones agricoles hétérogènes (17,1 %), zones urbanisées (5,6 %), terres arables (2,3 %). L'évolution de l’occupation des sols de la commune et de ses infrastructures peut être observée sur les différentes représentations cartographiques du territoire : la carte de Cassini (XVIIIe siècle), la carte d'état-major (1820-1866) et les cartes ou photos aériennes de l'IGN pour la période actuelle (1950 à aujourd'hui).

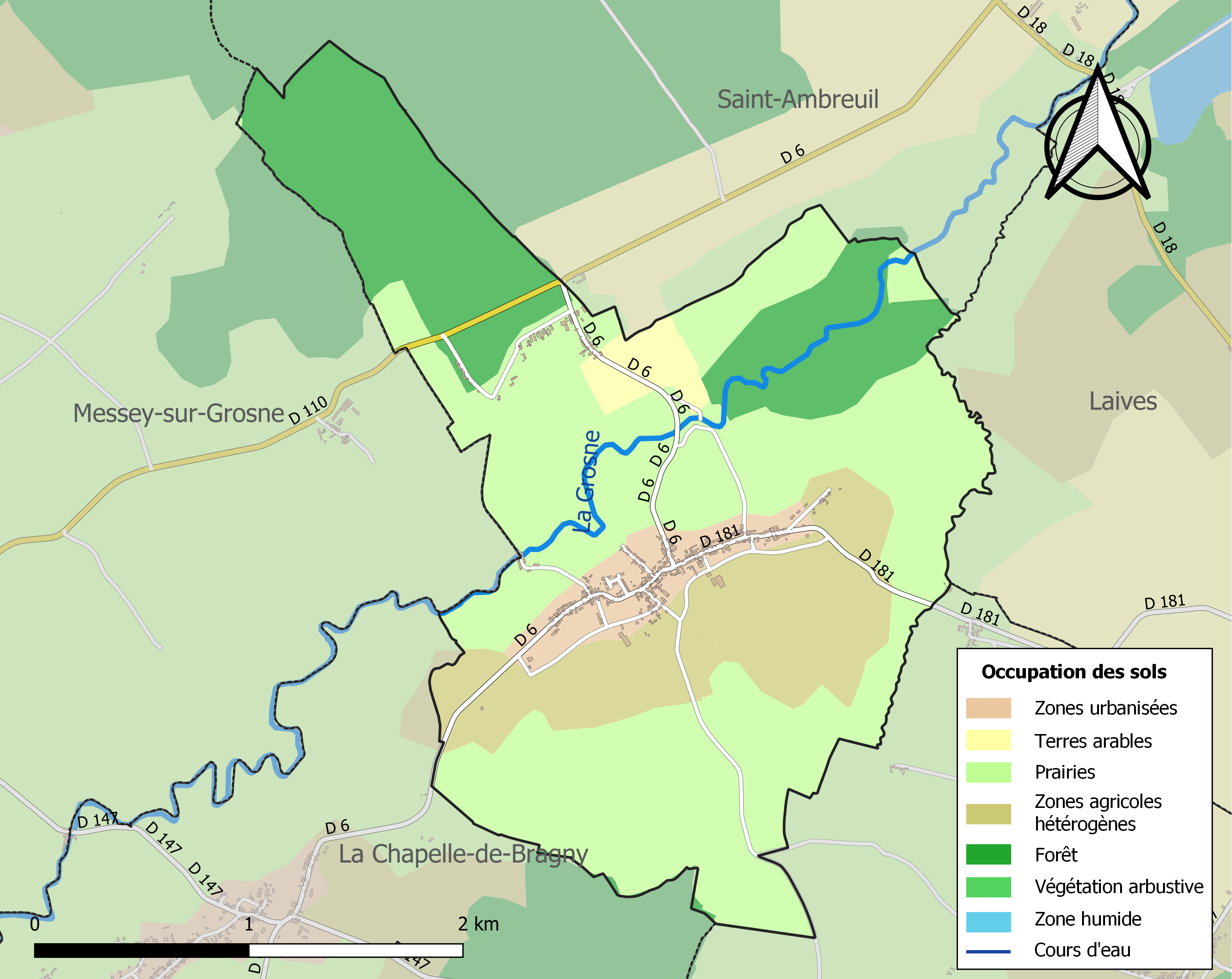
Carte des infrastructures et de l'occupation des sols de la commune en 2018 (CLC).

## Toponymie
L'aleu ou l'alleu, sans doute d'origine francique al-od (« en toute propriété »), désignait un domaine héréditaire exempt de toute redevance, un des piliers du droit féodal, à l'opposé donc du fief.

## Histoire
Située dans la basse vallée de la rivière Grosne, au sud de Chalon-sur-Saône, au nord du Mâconnais clunysois, une villa laïque dont l'origine est un domaine gallo-romain, existe à Lalheue au début du XIe siècle. Dans la deuxième moitié du XIe siècle se développent des habitations autour de ce domaine, au sein des zones essartées du vaste massif forestier de Bragny qui s'étend de part et d'autre de la rivière la Grosne. Ces défrichements, favorisés par les comtes de Chalon, amènent au début du XIIe siècle, dans la basse vallée de Grosne la création par les moines bénédictins de l'abbaye de Cîteaux d'une abbaye au lieu de La Ferté-sur-Grosne. Les comtes de Chalon attribuent au nouveau monastère le quart de la forêt de Bragny. Nommée « la première fille de Cîteaux », l'abbaye croît selon le même principe que l'abbaye de Cluny deux siècles plus tôt : aménagement de l'espace, création de domaines et apports de nombreuses terres laïques par dons, cessions, achats.
Traversé par la Grosne, le village de Lalheue, est situé à 4 km en amont de cette abbaye. Les moines de La Ferté y régulent le cours de la rivière (un ruisseau drainant les marécages alluviaux se nomme la Noue des Moines), y exploitent un moulin et possèdent les droits de pêche dans la rivière. Vers 1285, terres et gens de Lalheue appartiennent au monastère.

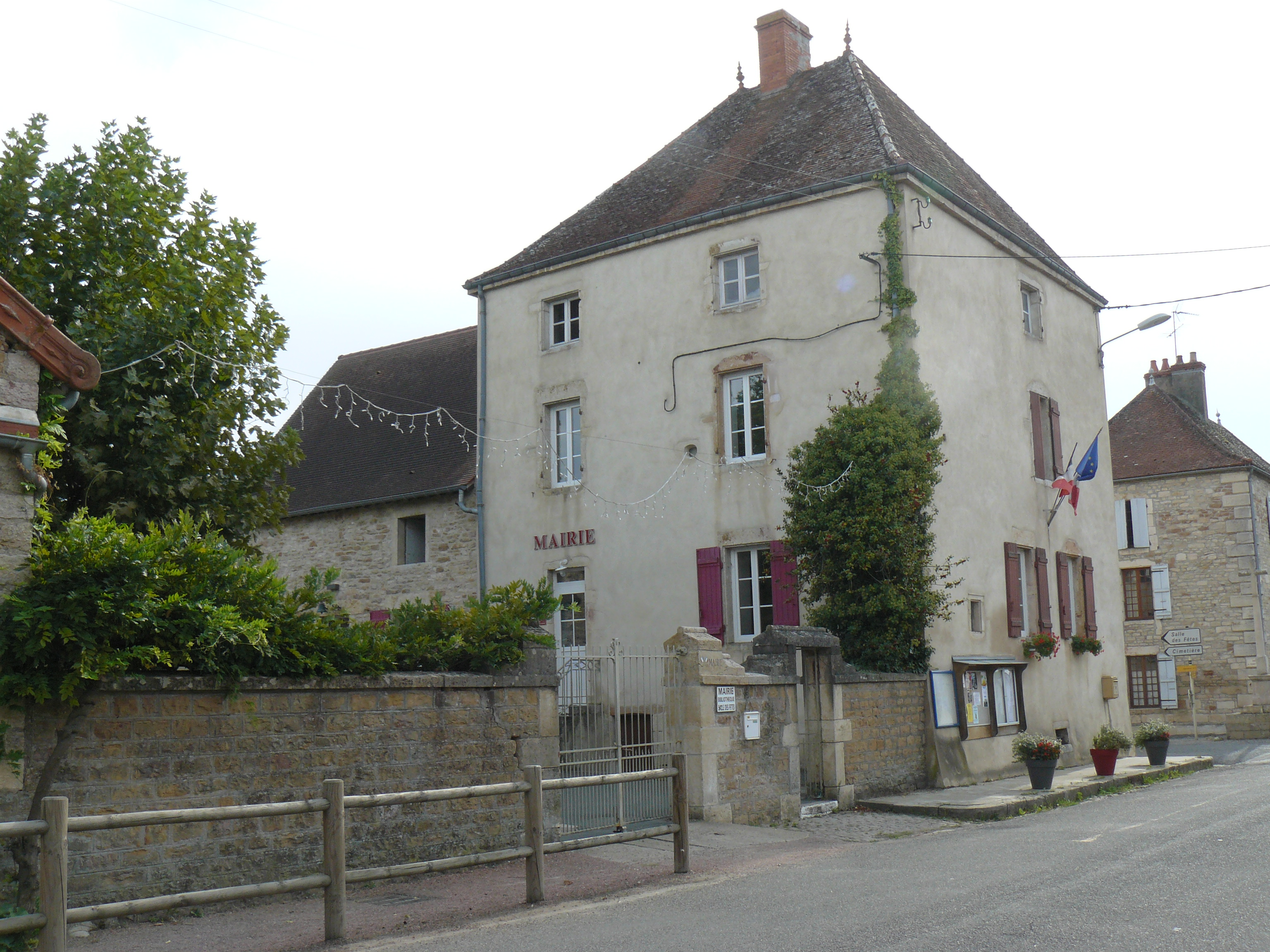
Mairie de Lalheue, en 2018

En 1478, les habitants de Lalheue sont affranchis par le 34e abbé de La Ferté, mais dîme et droits restent dus aux abbés, jusqu'à la Révolution française. Celle-ci n'est pas marquée par des épisodes violents. Les édiles municipaux sont des « laboureurs », qui se succèdent, choisis dans un cercle restreint lié par des relations familiales jusqu'en 1870. En 1794 (fructidor an II), le modérantisme du maire Claude Brethenet le fait déclarer d'arrestation à Chalon, décision rapportée deux mois plus tard plus tard. Dom Louis Pageault, prêtre desservant de la paroisse en 1789, ancien moine dominicain de la Ferté-sur-Grosne, reste curé du village, accepte donc la Constitution civile du clergé et prête serment au nouveau régime.

## Politique et administration

### Les maires depuis 1944
| Période                                  | Période       | Identité         | Étiquette | Qualité |
| ---------------------------------------- | ------------- | ---------------- | --------- | ------- |
| décembre 1944                            | octobre 1947  | Louis Devignard  |           | Maire   |
| novembre 1947                            | janvier 1951  | Julien Bressand  |           | Maire   |
| février 1951                             | avril 1953    | Albert Limonet   |           | Maire   |
| mai 1953                                 | mars 1977     | Émile Chatillon  |           | Maire   |
| mars 1977                                | novembre 1985 | Maurice Dutreuil |           | Maire   |
| novembre 1985                            | mars 2014     | Roger Cassard    | PS        | Maire   |
| avril 2014                               | en cours      | Christian Cretin |           | Maire   |
| Les données manquantes sont à compléter. |               |                  |           |         |

### Tendances et résultats politiques

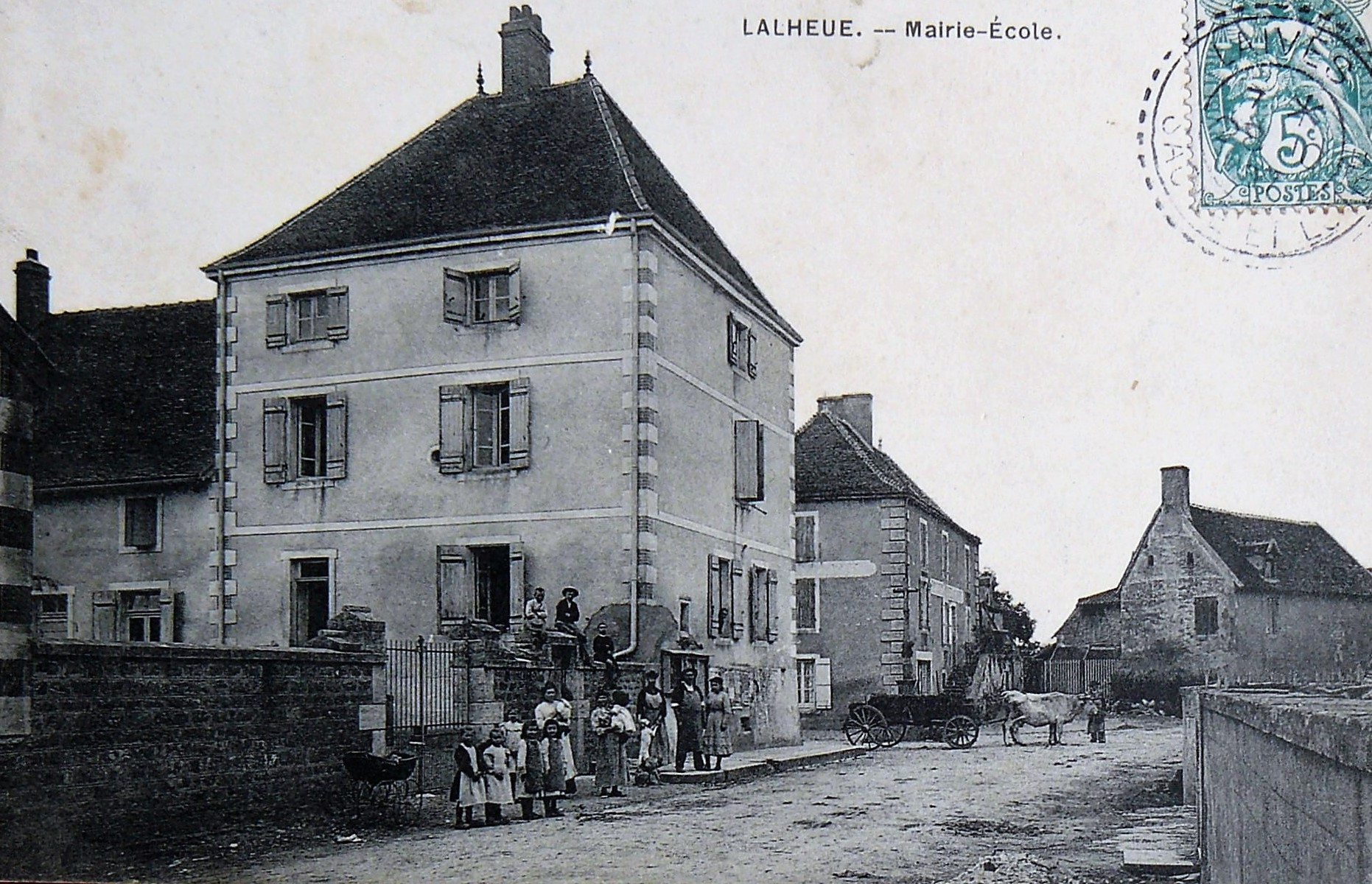
Mairie et école de Lalheue. Carte postale vers 1908.

#### Élections présidentielles
- 2017 : lors de l'élection présidentielle de 2017[25], le candidat Emmanuel Macron recueillait au second tour du scrutin 126 voix (68,11 % des suffrages exprimés). La candidate Marine Le Pen recueillait 59 voix (31,88 % des suffrages exprimés). Les blancs et nuls étaient 34. Le taux de participation était de 78,78 % des 278 électeurs.
Au premier tour du scrutin, Jean-Luc Mélenchon (La France insoumise) obtenait 65 voix (28,02 % des exprimés), Marine Le Pen (Front national) suivait avec 46 voix (19,83 % des suffrages). Trois autres candidats dépassaient ou frôlaient les 10 % : Emmanuel Macron (La République en marche), 38 voix (16,38 %) ; François Fillon (Les Républicains), 29 voix (12,50 %) ; Benoît Hamon (Parti socialiste), 23 voix (9,91 %). Le taux de participation était de 85,61 %, les blancs et nuls étaient 6.
- 2012 : lors de l'élection présidentielle de 2012[26], le candidat François Hollande recueillait au second tour du scrutin 140 voix (58,58 % des suffrages exprimés). Le candidat Nicolas Sarkozy  recueillait 99 voix (41,41 % des suffrages exprimés). Les blancs et nuls étaient 19. Le taux de participation était de 89,90 % des 287 électeurs.
Au premier tour du scrutin, François Hollande (Parti socialiste) obtenait 84 voix (33,47 %  des exprimés), Nicolas Sarkozy (UMP) suivait avec 58 voix (23,11 % des suffrages). Deux autres candidats dépassaient les 10 % des voix : Jean-Luc Mélenchon (Front de gauche), 39 voix (15,54 %); Marine Le Pen (FN), 35 voix (13,94 %). Le taux de participation était de 89,90 %, les blancs et nuls étaient 7.
- 2007 : à l'élection présidentielle précédente (2007[27]), au second tour du scrutin, la candidate Ségolène Royal  obtenait 126 voix (53,85 % des suffrages exprimés). Nicolas Sarkozy obtenait 108 voix (46,15 % des suffrages exprimés). Les blancs et nuls étaient 5. Le taux de participation était de 88,19 % des 271 électeurs
Au premier tour de scrutin Ségolène Royal (Parti socialiste) obtenait 78 suffrages exprimés (30,95 %), devant Nicolas Sarkozy (UMP), 62 suffrages (24,60 %). Deux candidats obtenaient plus de 10 % des suffrages : François Bayrou, 49 voix (19,44 %) ; Jean-Marie Le Pen, 27 voix (10,71 %). Le taux de participation était de 93,04 %, les blancs et nuls étaient 2.
- 2002 : lors de l'élection présidentielle de 2002[28], au 2e tour du scrutin, le candidat Jacques Chirac obtenait 181 suffrages (84,98 %). Jean-Marie Le Pen recueillait 32 suffrages (15,02 %). Les bulletins blancs et nuls se chiffraient à 10. Le taux de participation était de 84,47 %  des 264 électeurs inscrits.
Au 1er tour de scrutin, candidat du Parti socialiste, Lionel Jospin (non qualifié au second tour sur le plan national) était arrivé en première place avec 53 voix (25,24 %), devant Jean-Marie Le Pen (Front national), 32 voix (15,24 %), Jacques Chirac, 29 voix (13,81 %), François Bayrou, 22 voix (10,48 %). Les autres candidats étaient sous les 10 %. Le taux de participation était de 84,47 %. Les bulletins blancs et nuls étaient comptés à 13.

#### Élections législatives
- 2022 : lors du 1er tour des élections législatives françaises de 2022, Cécile Untermaier (PS), députée sortante, arrive en tête avec 37,82 % des suffrages comme lors du second tour, avec cette fois-ci, 63,98 % des suffrages[29].
- 2017 : Lalheue[30] est situé dans la 4e circonscription de Saône-et-Loire. La candidate socialiste Cécile Untermaier (élue député) obtenait au 2e tour du scrutin 78 suffrages (55,32 %), la candidate Catherine Gabrielle (La République en marche) recueillait 63 suffrages (44,68 %). Le taux de participation était de 55,56 % des 279 électeurs inscrits, les blancs et nuls étaient 14.
Au 1er tour du scrutin, Catherine Gabrelle obtenait 38 voix (24,68 %), Cécile Untermaier obtenait 37 voix (24,03 %). Deux autres candidats recueillaient plus de 10 % des suffrages : Éric Michoux (divers droite) 28 voix (18,18 %) ; Maxime Thiébaut (Front national) 21 voix (13,64 %). Le taux de participation était de 56,63 %. Il y avait 4 blancs et nuls.
- 2012 : Lalheue[31] était situé dans la 4e circonscription de Saône-et-Loire. La candidate socialiste Cécile Untermaier (élue députée[32]) obtenait au 2e tour de scrutin 103 suffrages (54,79 %), le candidat Arnaud Danjean (UMP) recueillait 85 suffrages (45,21 %). Le taux de participation s'élevait à 68,40 % des 288 électeurs inscrits, les blancs et nuls étaient 9.
Au 1er tour du scrutin, Cécile Untermaier obtenait 82 voix (41,41 %), Arnaud Danjean obtenait 39 voix(19,70 %). Deux autres candidats recueillaient plus de 10 % des suffrages : M. Michoux (divers droite), 28 voix (14,14 %); M. Quequin (Front national) 21 voix (10,61 %). Le taux de participation était de 69,10 %. Il y avait un blanc ou nul.
- 2007 : Lalheue[33] était situé dans la 5e circonscription de Saône-et-Loire. Le candidat du Parti socialise, Christophe Sirugue (élu député[34]) obtenait au 2e tour du scrutin 111 suffrages (59,04 %), le candidat de l'UMP Dominique Juillot obtenait 77 suffrages (40,96 %). Le taux de participation était de 70,48 % des 271 électeurs inscrits. Les blancs et nuls étaient 3.
Au 1er tour du scrutin, Christophe Sirugue recueillait 85 voix (44,97 %) devançant Dominique Juillot qui obtenait 75 voix (39,68 %). Aucun autre candidat dépassait les 10 %. Le taux de participation était de 71,59 %, les blancs et nuls étaient 5.
- 2002 : Lalheue[35], dans la 5e circonscription de Saône-et-Loire plaçait en tête au 2e tour de scrutin la candidate socialiste Bettina Laville, qui obtenait 91 suffrages (51,41 %). Elle devançait le candidat de l'Union pour la majorité présidentielle (Droite) Dominique Perben, 86 voix (48,59%), qui fut élu[36] dans cette circonscription. Le taux de participation était de 68,44 % des 263 électeurs inscrits. Les blancs et nuls étaient comptés à 3.
Au 1er tour du scrutin, B. Laville avait obtenu 91 suffrages (44,61 %), Dominique Perben avait recueilli 86 suffrages (41,18 %). Aucun autre des autres candidats ne dépassait les 10 %. Le taux de participation était de 78,33 %, les blancs et nuls se chiffraient à 2. Le maire de Lalheue était le suppléant de la candidate du Parti socialiste.

#### Élections européennes
- 2014 : Lalheue se trouve avec la Saône-et-Loire dans la circonscription du « Grand Est ». Les résultats[37] étaient les suivants. 151 des 280 électeurs inscrits votaient, soit une participation de 53,93 %. Ils plaçaient en tête la liste de l'UMP (Nadine Morano) qui recueillait 33 suffrages (22,15 %), devant la liste socialiste (conduite par Édouard Martin), 30 suffrages (20,13 %). En troisième rang venait la liste du FN (Florian Philippot), avec 29 suffrages (19,46 %). Suivait la liste du Front de gauche (Gabriel Amard), 13 suffrages (8,72 %). Les listes "Europe écologie" (Sandrine Bélier), 9 suffrages (6,04 %), "Debout la France" (Laure Ferrari), 9 suffrages (6,04 %) et MODEM (Nathalie Griesbeck), 8 suffrages (5,37 %) dépassaient le 5 % des suffrages. Il y avait 2 votes blancs.
- 2009 : dans la même circonscription régionale les résultats[38] avaient été les suivants à Lalheue. 130 des 261 électeurs avaient voté soit une participation de 49,81 %. Venait en tête des suffrages la liste UMP/majorité présidentielle (Joseph Daul), 37 voix (29,37 %), devant la liste du Parti socialiste (Catherine Trautmann), 33 voix (26,19 %). En troisième rang était la liste « Les verts-Europe écologie » (Sandrine Bélier) avec 16 voix (12,70 %). Suivait la liste du Front de gauche (Hélène Franco), 10 voix (7,94 %). Puis venait la liste soutenue par François Bayrou (Jean-François Kahn), avec 7 voix (5,56 %). Les autres listes étaient sous le 5 % des suffrages. Il y avait eu 4 votes blancs ou nuls.
- 2004 : dans la circonscription régionale de l'Est, les résultats à Lalheue[39] étaient ceux-ci. 146 des 260 électeurs inscrits avaient voté, soit une participation de 56,15 %. La liste socialiste (Pierre Moscovici) venait au premier rang avec 64 suffrages (44,44%), devançant la liste UMP (Joseph Daul) qui recueillait 19 suffrages (13,19 %). En troisième place deux listes étaient ex æquo, avec 12 suffrages (8,33 %) chacune : celle de l'UDF (Nathalie Griesbeck) et celle du Front national (Bruno Gollnisch). Une liste "verte" (Marie-Anne Isler-Beguin) et une liste divers droite (J-L. Millet) recueillaient 8 voix chacune (5,56 %). Les autres listes étaient sous la barre des 5 %. On comptait 2 votes blancs et nuls.

#### Référendum
- 2005 : (adhésion de la France au Traité de Lisbonne de l'Union européenne) Pour 256 inscrits, 195 votants (abstention : 23,83 %) et 191 suffrages exprimés, le Non recueillait 118 suffrages (61,78 %), le Oui ralliait 73 suffrages (38,22 %).
- 1992 : (ratification du Traité de Maastricht) Pour 246 inscrits, 177 votants (abstention : 28,05 %), et 164 suffrages exprimés, le Oui emportait 101 suffrages (61,59 %), le Non ralliait 63 suffrages (38,41 %)

#### Élections régionales
- 2021 : le village de Lalheue place la liste « Notre région par cœur », menée par Marie-Guite Dufay, présidente sortante (PS), en tête dès le 1er tour des élections régionales de 2021 en Bourgogne-Franche-Comté, avec 29,46 % des suffrages. Lors du second tour, les électeurs décident de placer de nouveau la liste de « Notre région par cœur » en tête, avec cette fois-ci, 43,80 % des suffrages. Devant les autres listes menées par Gilles Platret (LR) en seconde position avec 32,23 %, Julien Odoul (RN), troisième avec 14,05 % et en dernière position celle de Denis Thuriot (LaREM) avec 9,92 %. Il est important de souligner une abstention record lors de ces élections qui n'ont pas épargné le village de Lalheue avec lors du premier tour 60,83 % d'abstention et au second, 59,55 %[40].

## Démographie
L'évolution du nombre d'habitants est connue à travers les recensements de la population effectués dans la commune depuis 1793. Pour les communes de moins de 10 000 habitants, une enquête de recensement portant sur toute la population est réalisée tous les cinq ans, les populations de référence des années intermédiaires étant quant à elles estimées par interpolation ou extrapolation. Pour la commune, le premier recensement exhaustif entrant dans le cadre du nouveau dispositif a été réalisé en 2004.

En 2022, la commune comptait 350 habitants, en évolution de −14 % par rapport à 2016 (Saône-et-Loire : −1,06 %, France hors Mayotte : +2,11 %).
| 1793 | 1800 | 1806 | 1821 | 1831 | 1836 | 1841 | 1846 | 1851 |
| ---- | ---- | ---- | ---- | ---- | ---- | ---- | ---- | ---- |
| 606  | 669  | 672  | 718  | 740  | 792  | 829  | 817  | 867  |

| 1856 | 1861 | 1866 | 1872 | 1876 | 1881 | 1886 | 1891 | 1896 |
| ---- | ---- | ---- | ---- | ---- | ---- | ---- | ---- | ---- |
| 891  | 794  | 766  | 705  | 715  | 675  | 658  | 652  | 600  |

| 1901 | 1906 | 1911 | 1921 | 1926 | 1931 | 1936 | 1946 | 1954 |
| ---- | ---- | ---- | ---- | ---- | ---- | ---- | ---- | ---- |
| 578  | 545  | 519  | 424  | 456  | 418  | 363  | 325  | 278  |

| 1962 | 1968 | 1975 | 1982 | 1990 | 1999 | 2004 | 2006 | 2009 |
| ---- | ---- | ---- | ---- | ---- | ---- | ---- | ---- | ---- |
| 293  | 240  | 268  | 303  | 261  | 300  | 339  | 349  | 365  |

| 2014 | 2019 | 2022 | - | - | - | - | - | - |
| ---- | ---- | ---- | - | - | - | - | - | - |
| 396  | 370  | 350  | - | - | - | - | - | - |

## Lieux et monuments

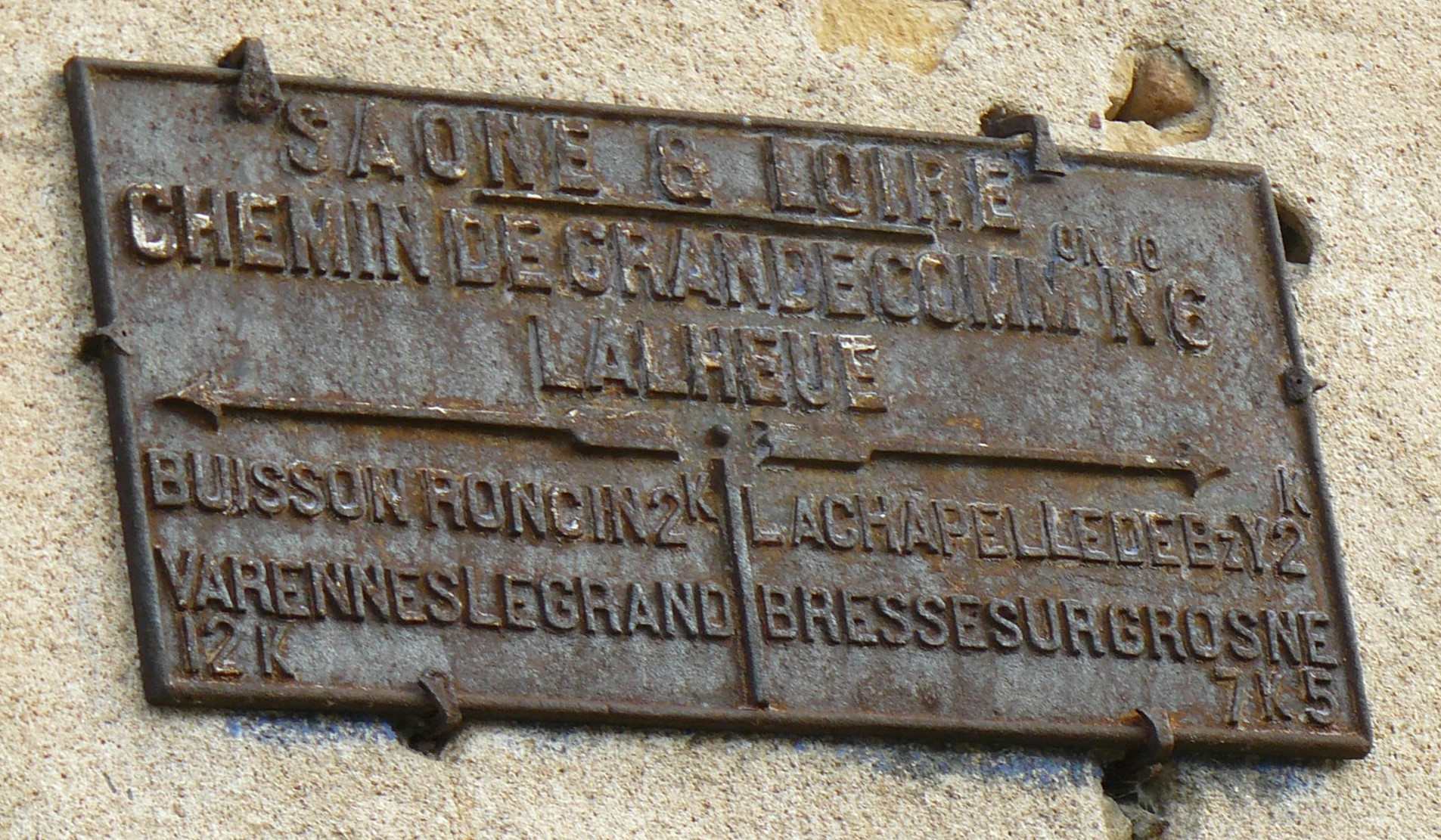
Ancienne plaque de route à Lalheue.

- L'église.
 Mention est faite d'une église, ou plutôt d'un « oratoire sylvestre » par Georges Duby à Lalheue au milieu du XIe siècle. L'inventaire de l'édifice actuel[45] décrit une église très remaniée. Le chœur daterait du XIIIe – XIVe siècle, la nef du XVIe siècle. Spécialiste de l'art roman bourguignon, Raymond Oursel incorpore l'église de Lalheue dans ses  Itinéraires romans en Bourgogne[46]. L'extérieur de l'édifice présente dans sa partie sud une portion d'appareillage roman. Pour le reste aucun trait majeur n'est à signaler. L'église est vouée à sainte Madeleine, un curé de paroisse ou de sous-paroisse, vicaire du village voisin Nanton  est noté dans un document de 1577. Les bribes de registre paroissial, qui demeurent aujourd'hui, attestent de la tenue de l'état civil depuis 1667[47].

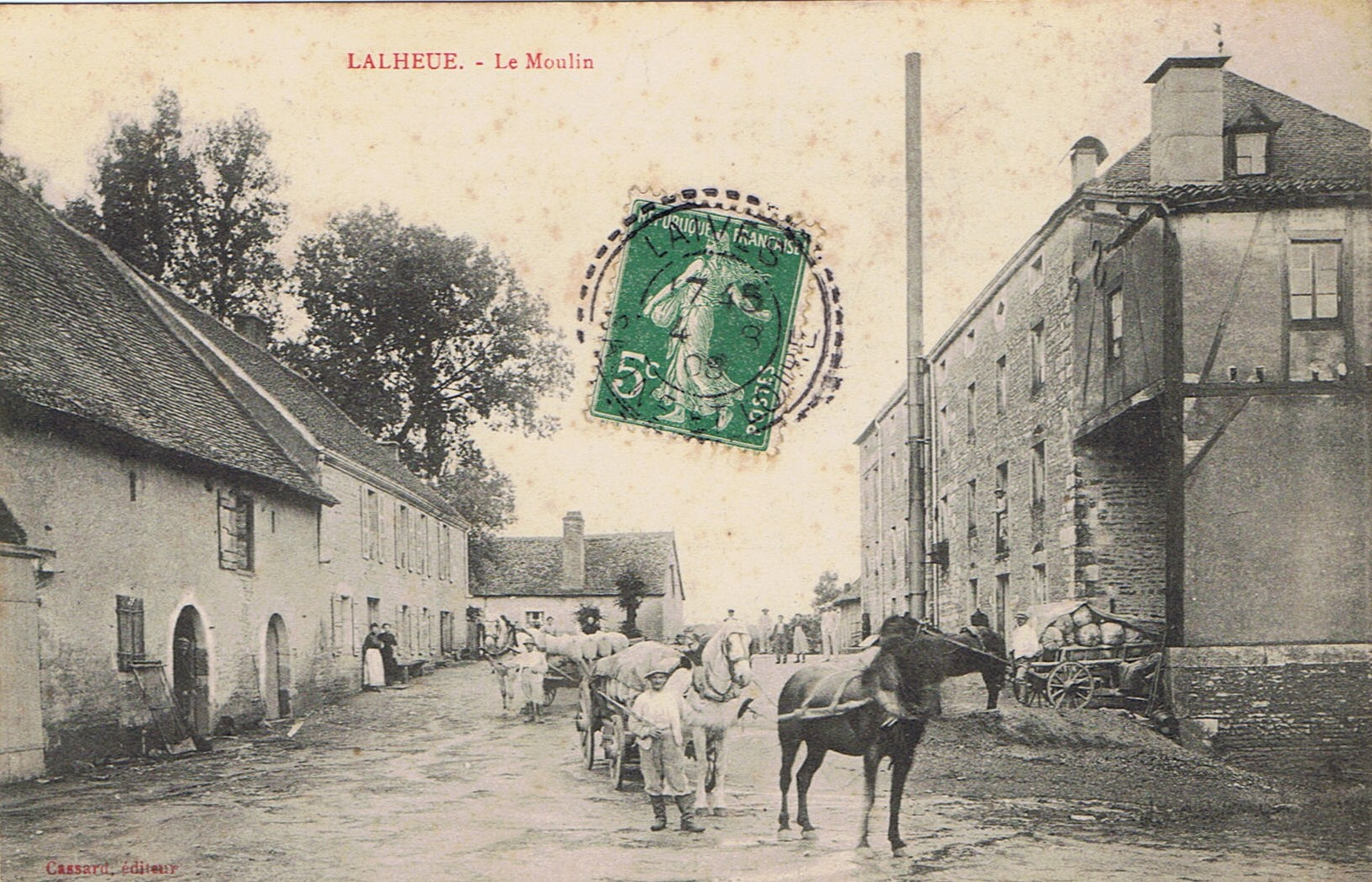
Le moulin de Lalheue en 1908. Carte postale ancienne.

- Le moulin.
 Ce qui reste du bâtiment du Moulin de Lalheue au début du XXIe siècle a peu à voir avec l'imposant édifice visible sur les cartes postales datant des années 1900. Les documents relatifs aux possessions de l'abbaye de La Ferté-sur-Grosne, mentionnent l'activité de meunerie depuis l'époque médiévale[48]. La description du domaine de La Ferté, bien national de 1790, et des revenus du moulin de Lalheue, « amodié 2 266 livres annuelles », témoignent de son rôle économique. Les recensements de la population entre 1836 à 1936 relèvent le rôle du moulin en tant qu'employeur local. L'activité de minoterie a cessé en 1969.

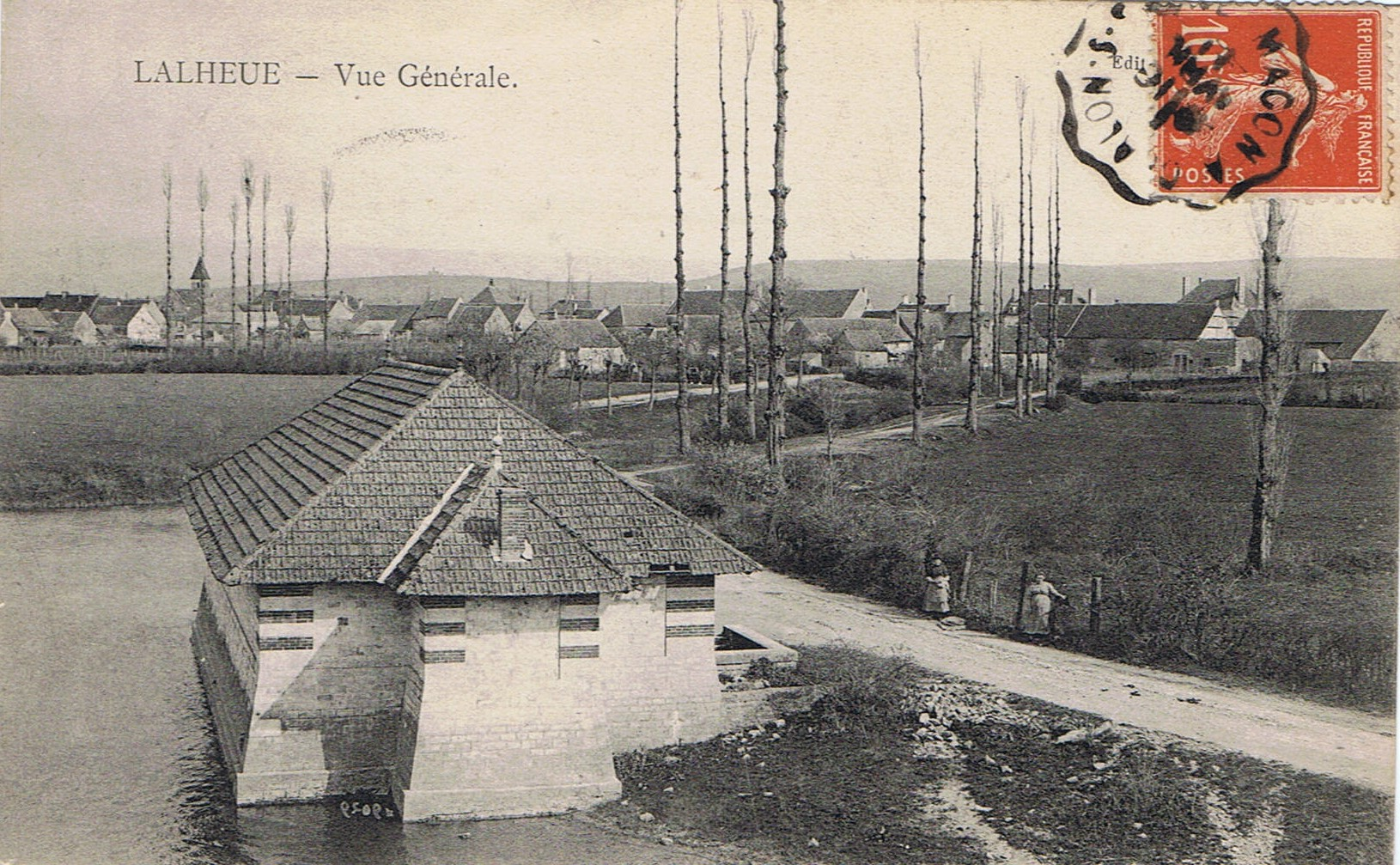
Carte postale ancienne vers 1910 : vue générale et lavoir communal.

- Les calvaires 
Comme dans beaucoup de communes, de nombreux calvaires[49] se dressent sur le territoire, simples croix de pierre sans iconographie autre que la date de leur érections : 1578 (ancien cimetière près de l'église), 1682 (au centre du village, dont la levée par le « bourgeois Nicolas Rameaux », est décrite dans le registre paroissial), 1778 à l'entrée ouest. L'épisode révolutionnaire passé, les croix reprennent leur implantation. En 1812 au hameau du Buisson-Roncin, l'une d'elles est érigée par le maire du village, qui marque son nom sur le socle de la Croix « Bicornet, maire »[50] Elle marque l'entrée sur le territoire de la commune sur l'ancien chemin de grande communication départemental entre Ouroux-sur-Saône et Colombier-sous-Uxelles. En 1841, une croix est érigée sur le point le plus élevé de la commune (dans l'actuel cimetière) sur l'initiative d'un certain « Claude Duprey », alors « âgé de 91 ans », et bénite par le curé. Or ce propriétaire laboureur, un temps meunier au moulin, n'est autre que le premier maire de la commune entre 1790 et 1791.
- Autre patrimoine
  - Un pont sur la Grosne à trois arches en cintre surbaissé, dit « pont Blanc », construit en 1784 selon, semble-t-il[51], le plan de l'architecte et ingénieur des Ponts et chaussées Émiland Gauthey, subsiste, désaffecté, au milieu des prés[52].
  - Un porche pigeonnier du XVIIe siècle est mentionné par les cartes postales du début du XXe siècle. Il existe encore, dégradé, dans un ensemble sans rapport avec sa destination première.
  - Un vaste lavoir daté de 1867, restauré, donne idée, par sa taille, de la démographie du village au milieu du XIXe siècle.
  - Peu de constructions portent sur leur porche ou leur pignon de dates de construction.

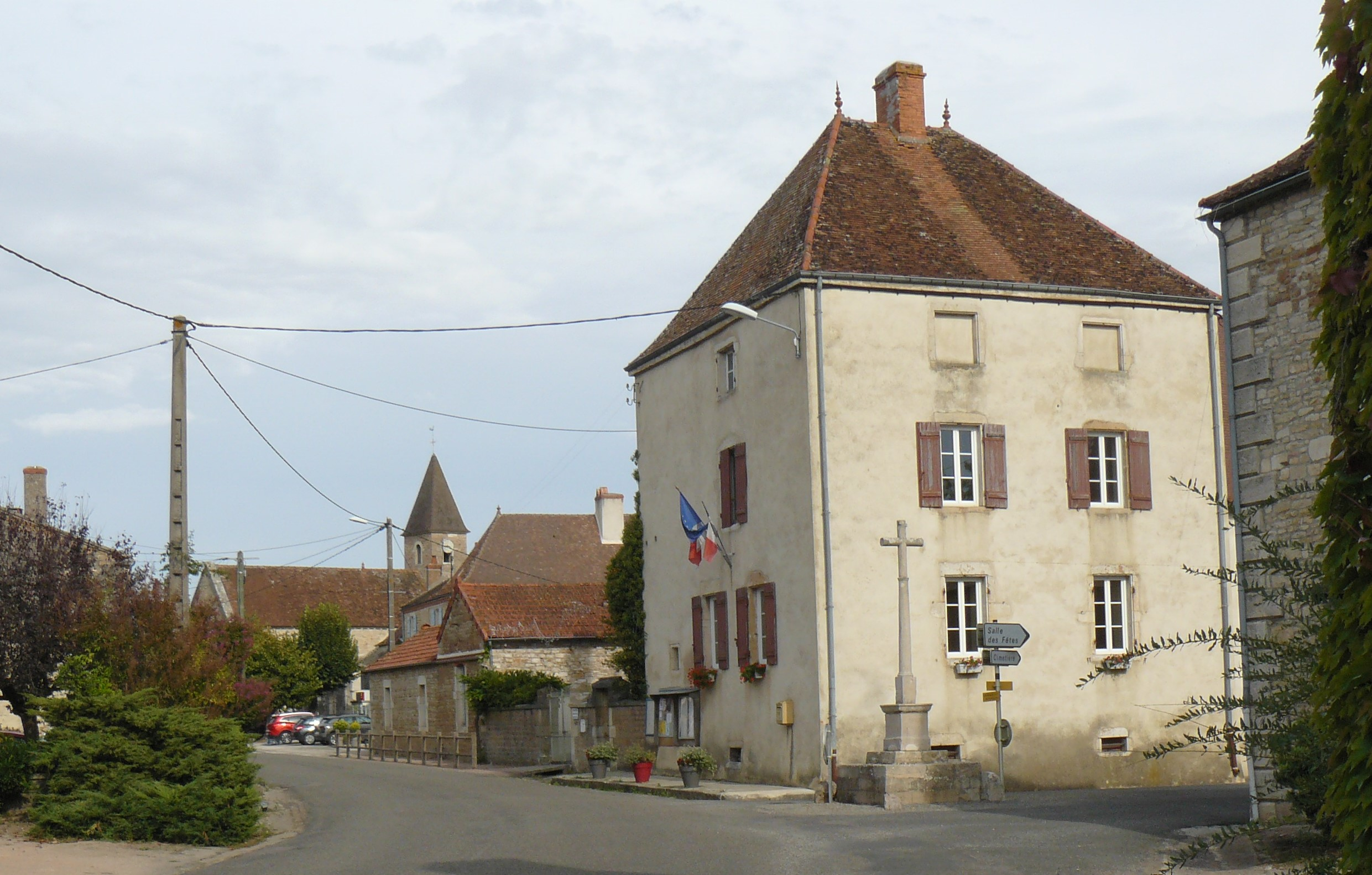
Lalheue (Saône-et-Loire), vue générale de la mairie et de l'église.
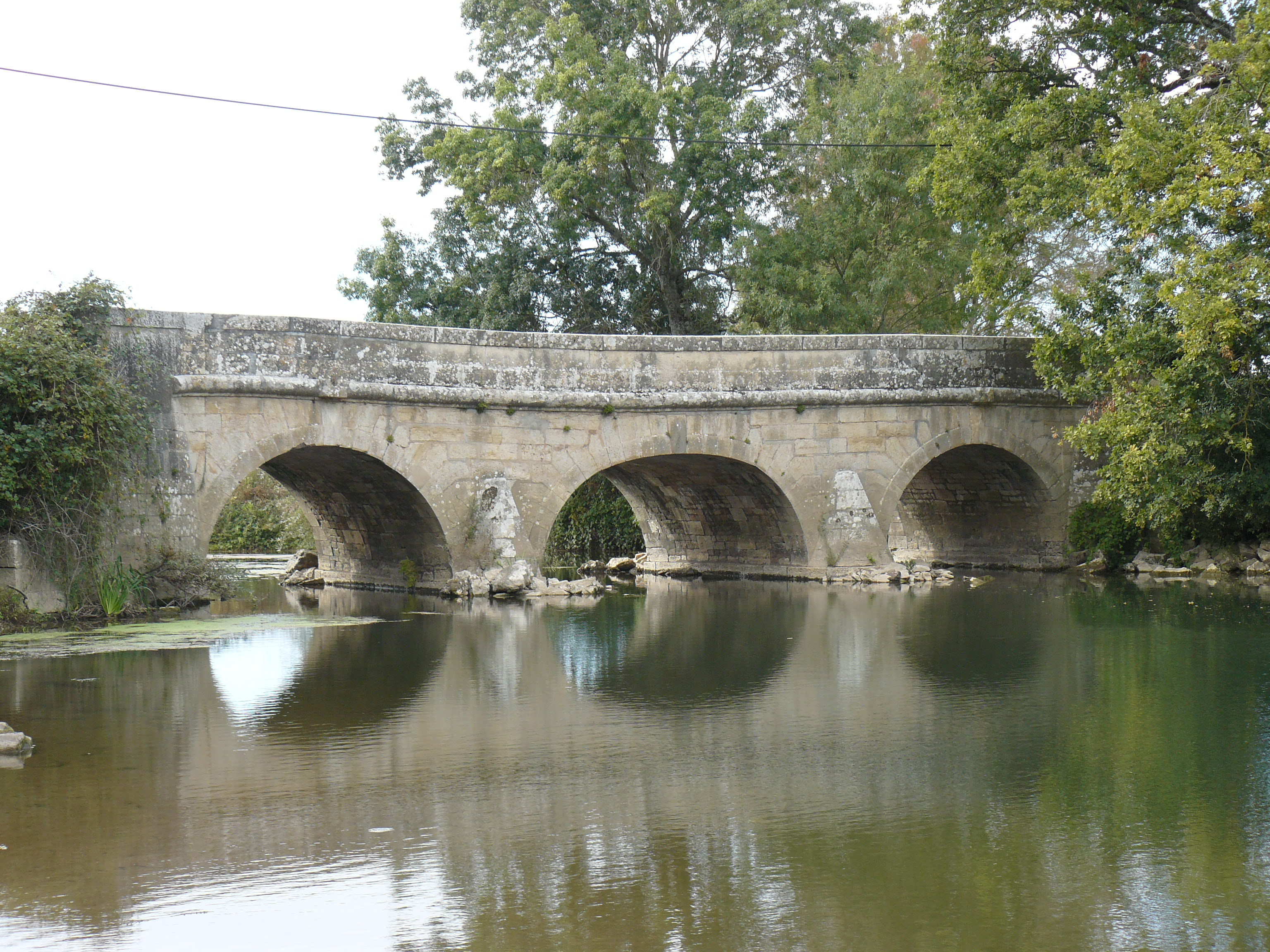
Pont blanc sur la Grosne à Lalheue.
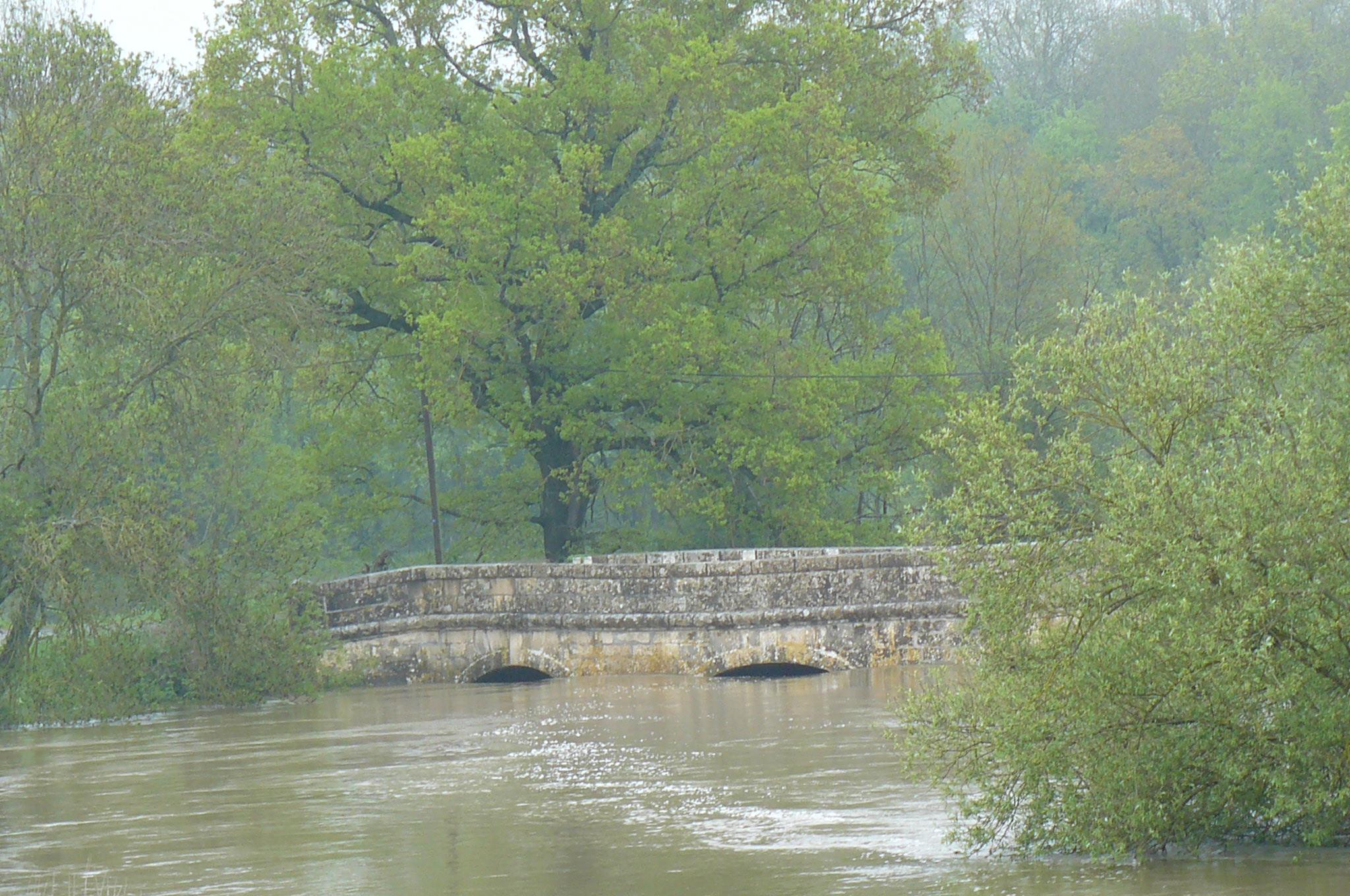
Pont de Lalheue, crue de la Grosne, mai 2013.
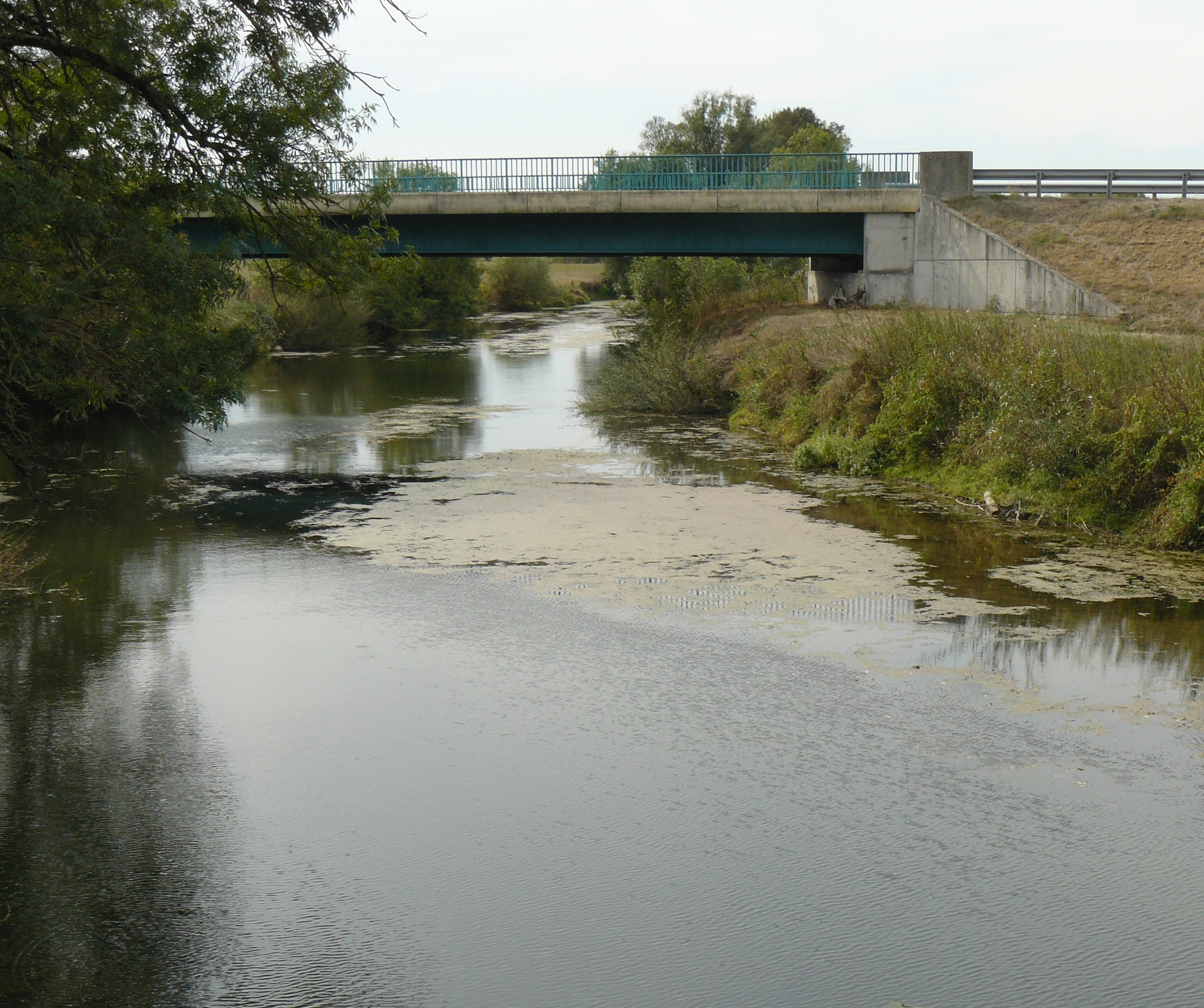
Nouveau pont sur la Grosne.
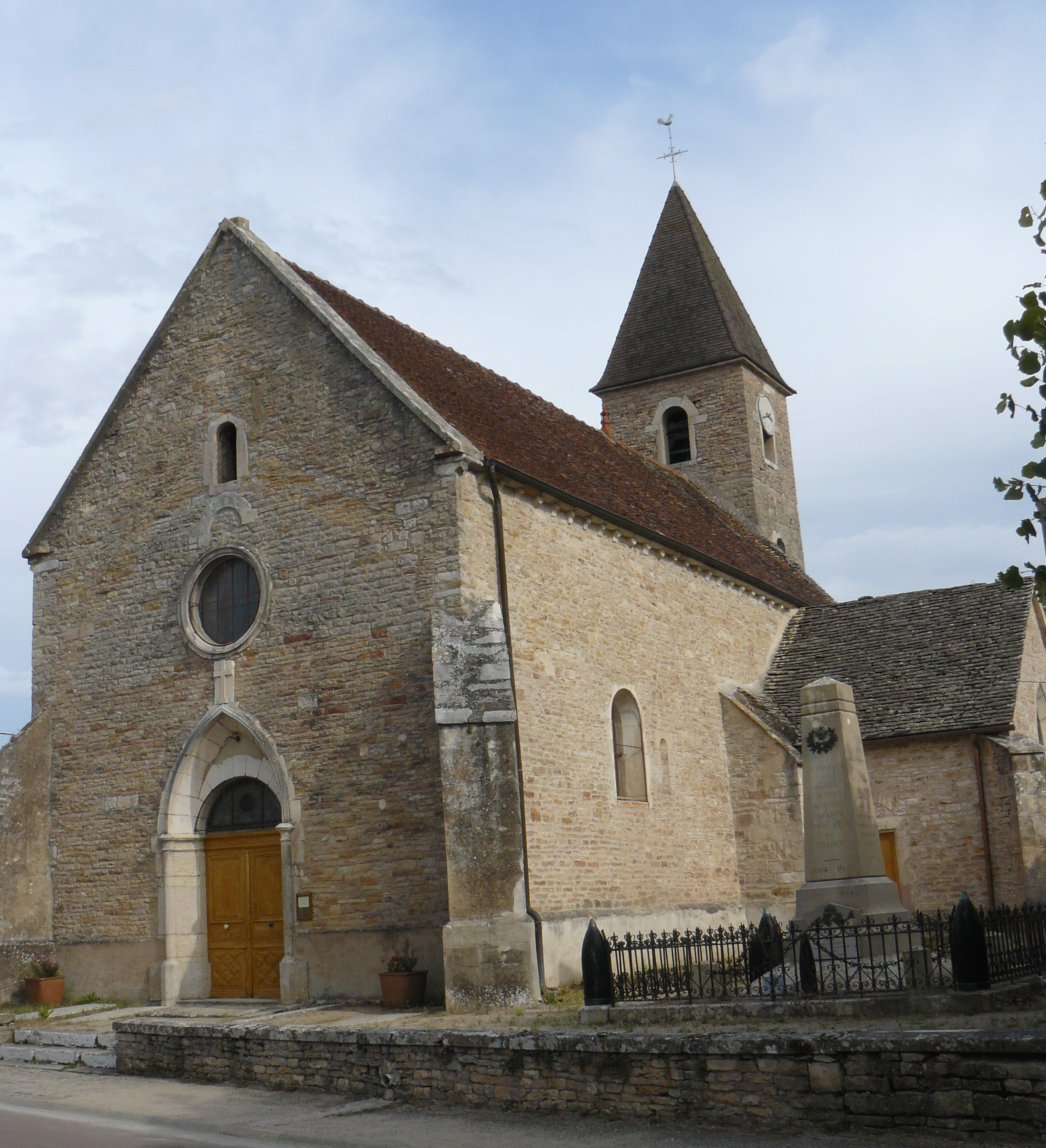
Église et monument aux morts.
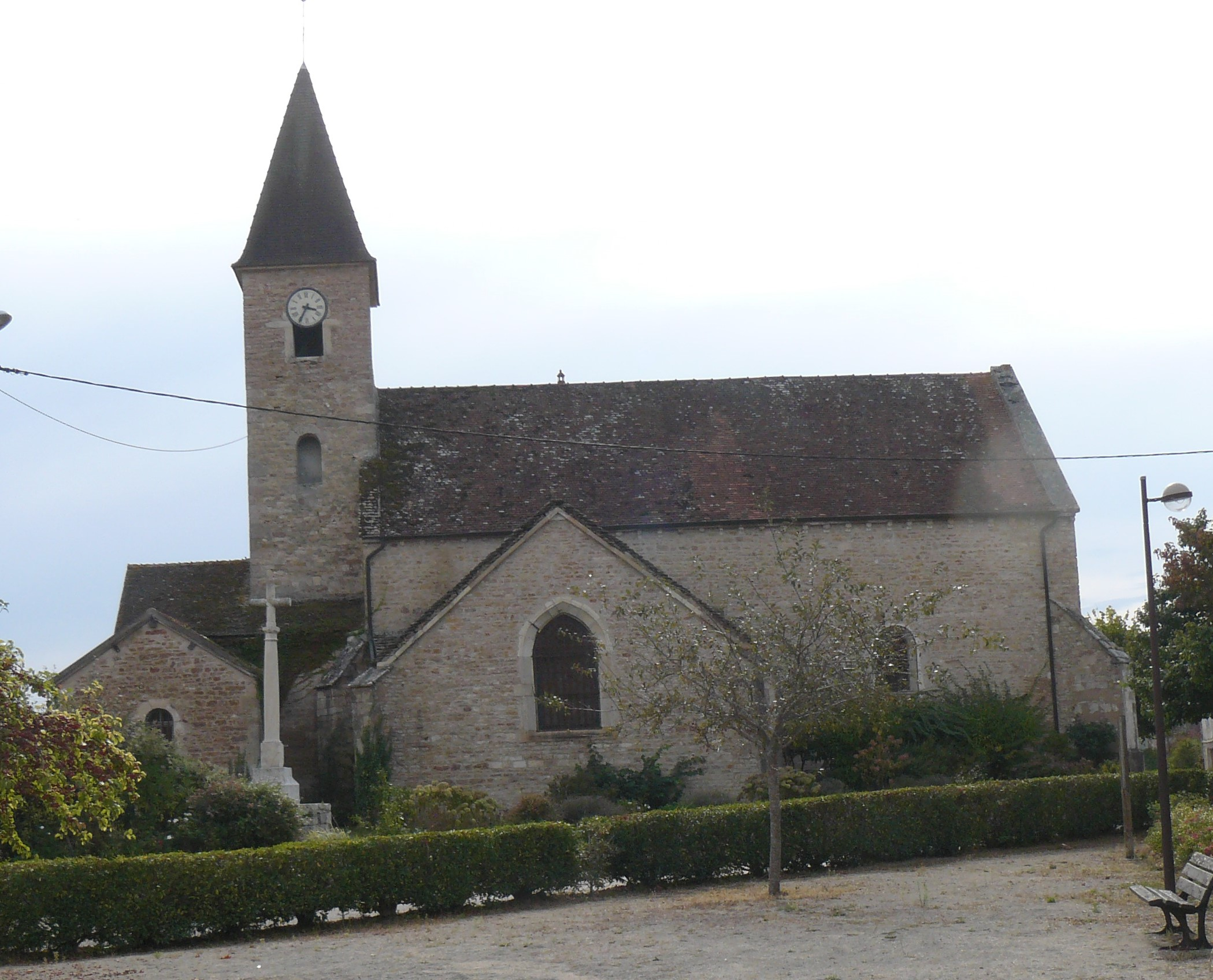
Église Sainte-Madeleine de Lalheue.
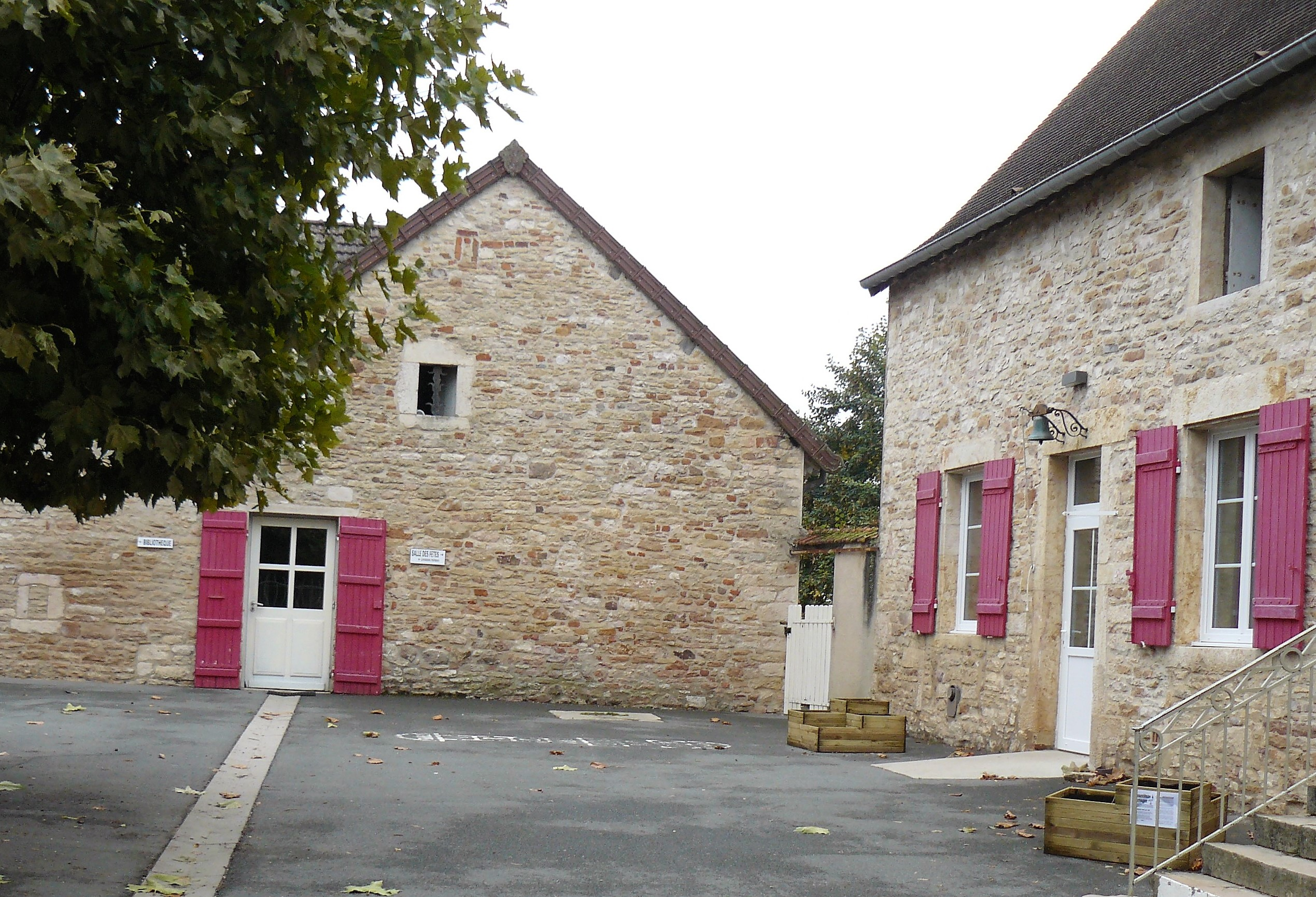
École du Quart-Gouin, à côté de la mairie.
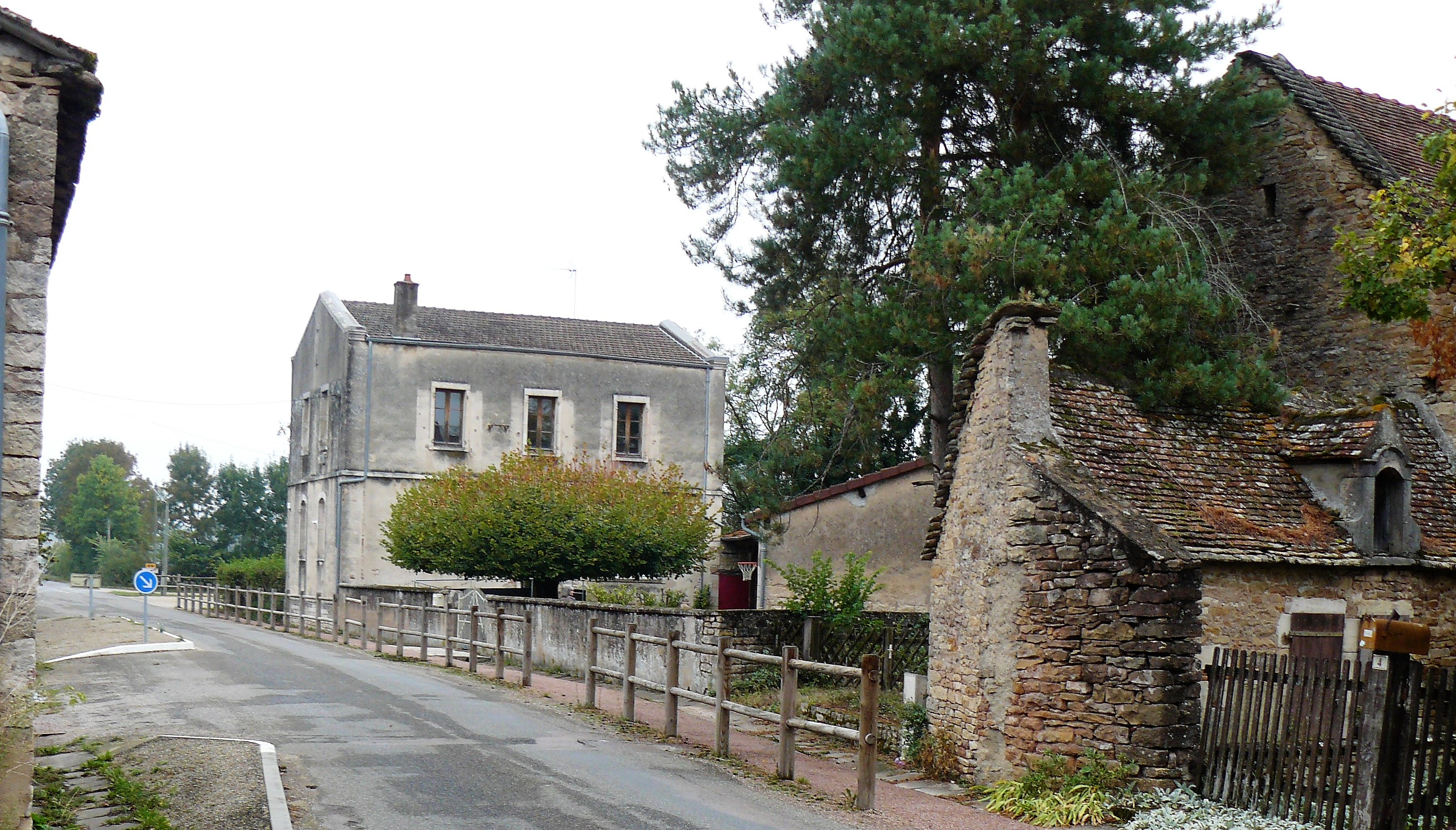
École du Quart-Rameau.
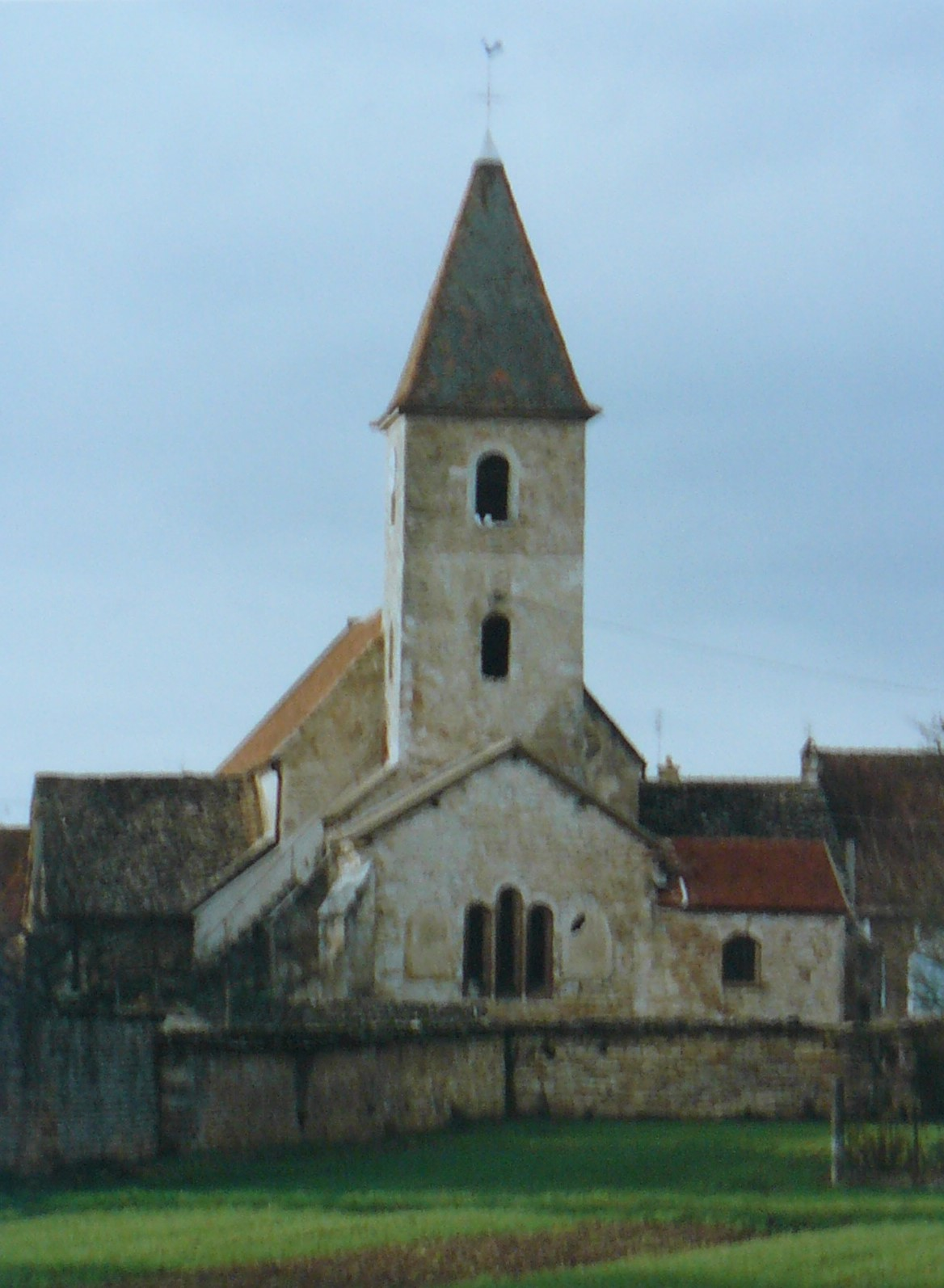
Lalheue, l'église (côté sud).
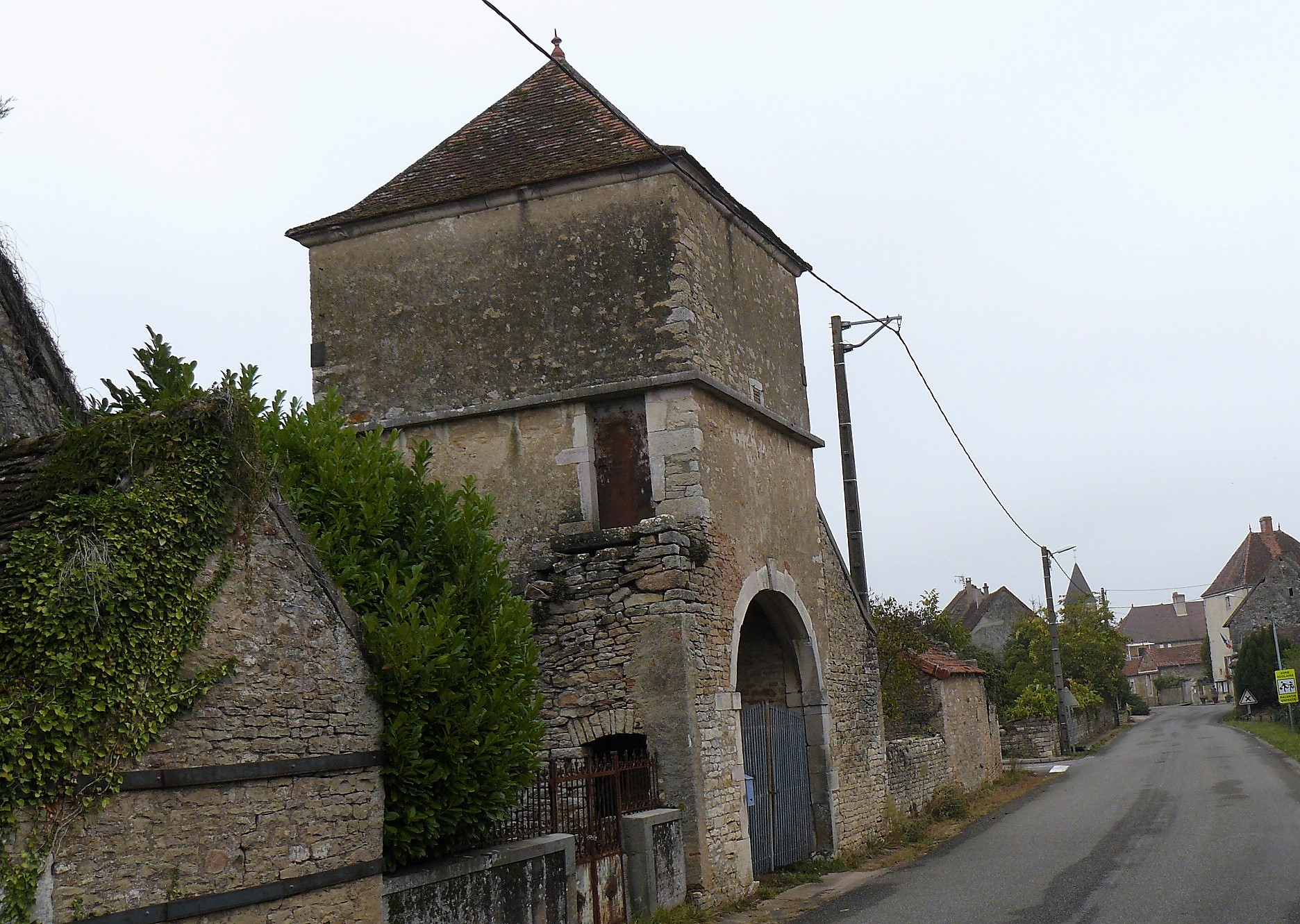
Tour et porche, peut-être du XVIIe siècle.
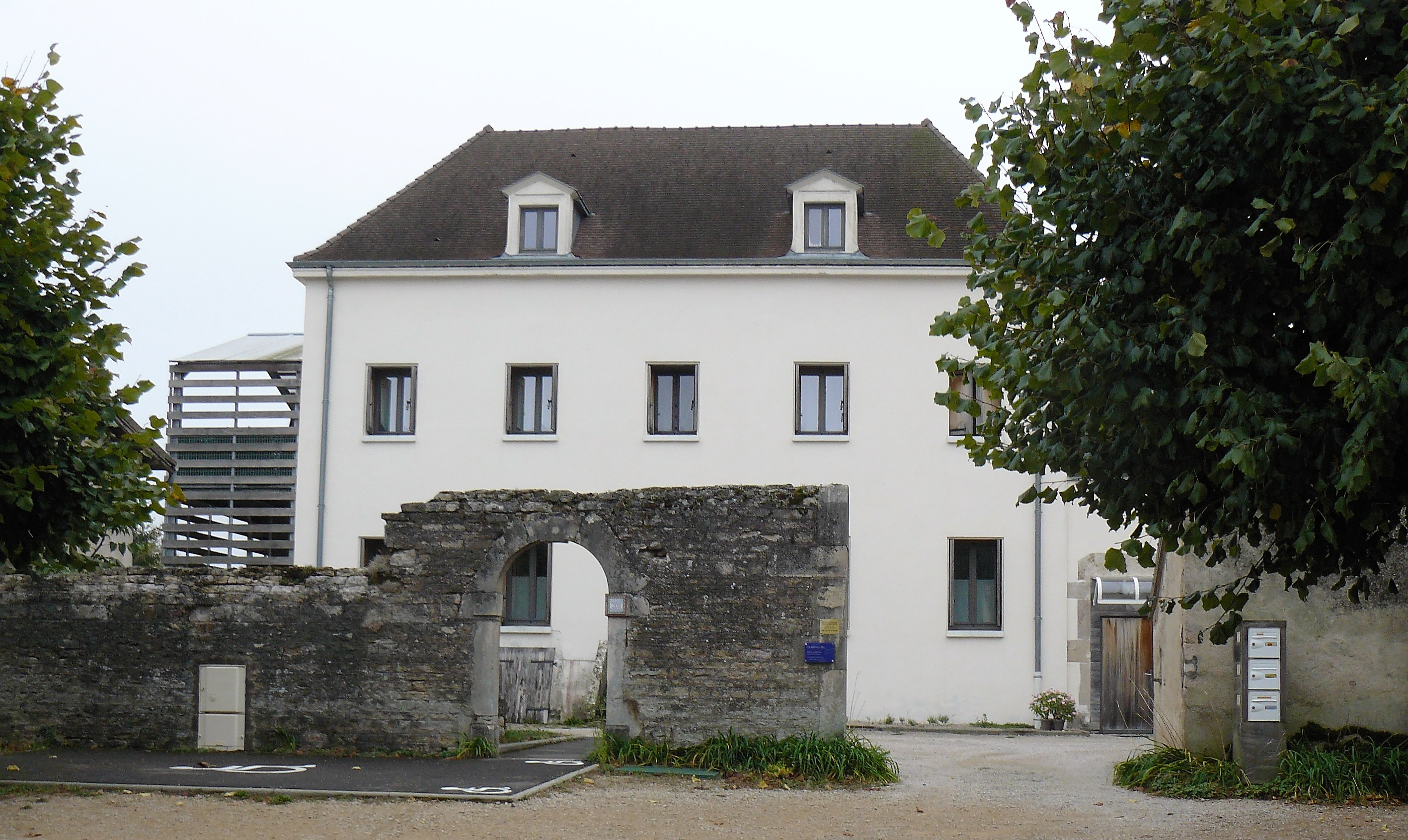
L'ancien presbytère rénové.

## Événements annuels

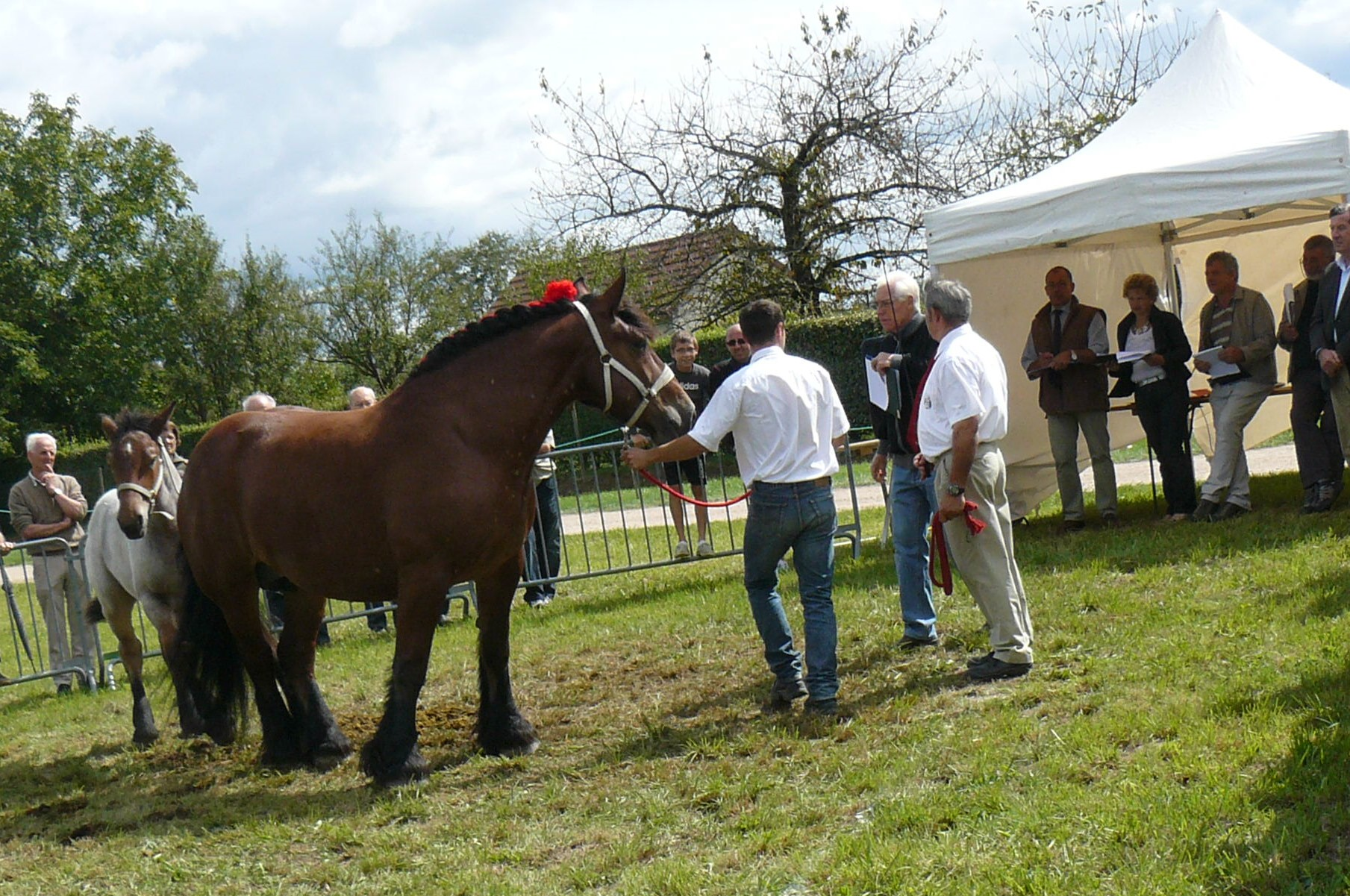
Concours annuel de chevaux de trait à Lalheue. Le jury. Ici en 2012.

Les documents administratifs du XIXe siècle annoncent la fête patronale de la paroisse le jour de la Sainte-Madeleine, le 22 juillet, et la foire communale le lundi suivant. La foire et la fête foraine ont subsisté jusqu'à la fin des années 1950.
Organisé depuis des décennies, un concours local (parfois départemental) de chevaux de trait comtois et auxois a lieu au cours de l'été.
Depuis 2011 a lieu, le week-end de début juillet, un « festival » de « Théâtre à la campagne ».
Organisé par le Vélo Sport Chalonnais un prix cycliste (FSGT) était disputé au printemps.
Plusieurs associations animent la vie communale en liaison avec la municipalité : « Association sports et loisirs de Lalheue (ASL) », « Fleurir Lalheue », « Lalheue pierres d'autrefois », le « Club de l'Amitié ».

## Personnalités liées à la commune

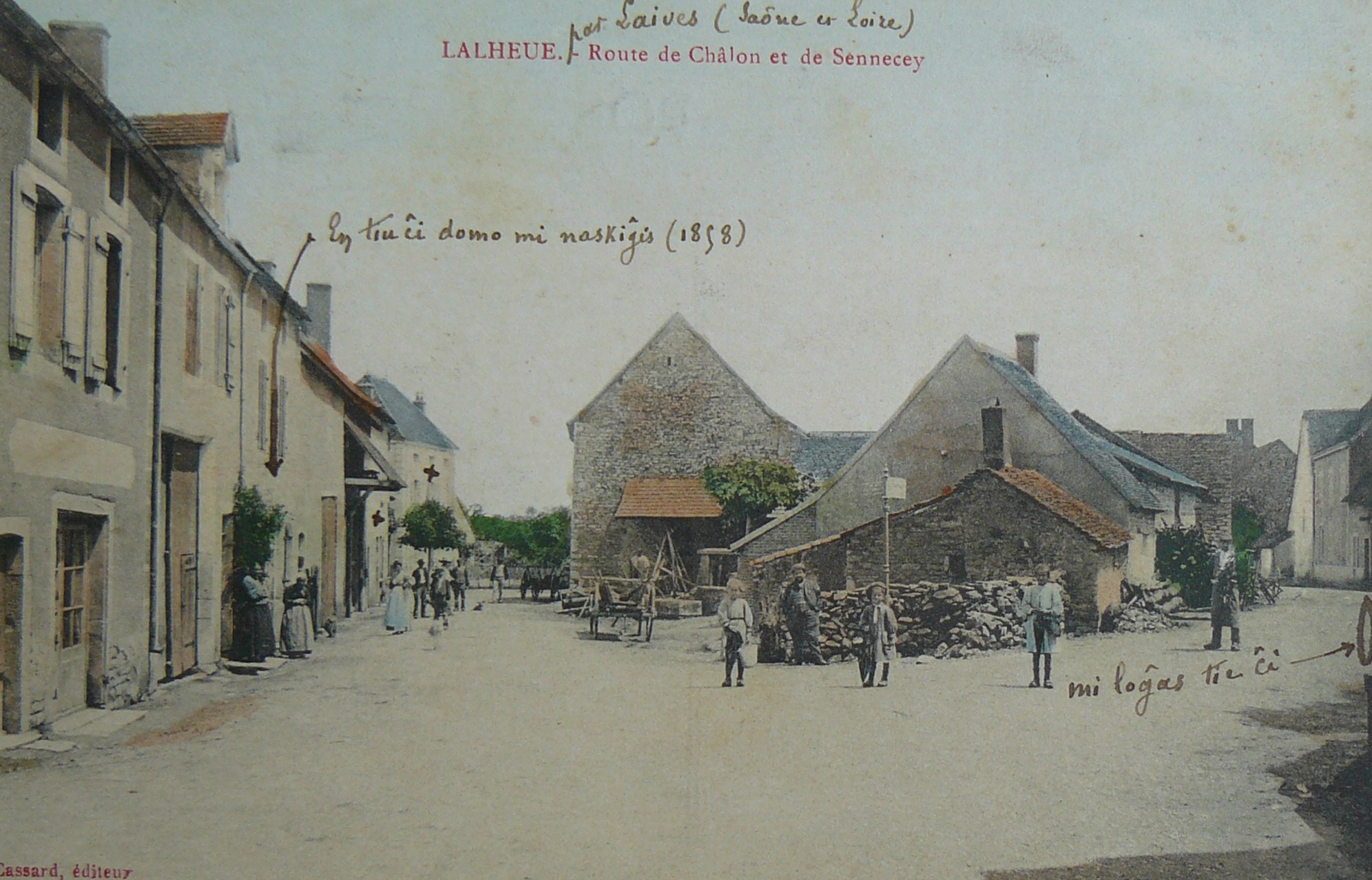
Lalheue au début du XXe siècle. Carte postale rédigée en espéranto par Ernest Bord.

- Claude Ernest Bord, né le 10 février 1858 à Lalheue, professeur à Beaune, a été dirigeant de la fédération des espérantistes de Bourgogne-Franche-Comté dans les deux premières décennies du XXe siècle. Il a été aussi adjoint de la ville de Beaune (Côte-d'Or). Ernest Bord meurt le 23 septembre 1919 à Lalheue.

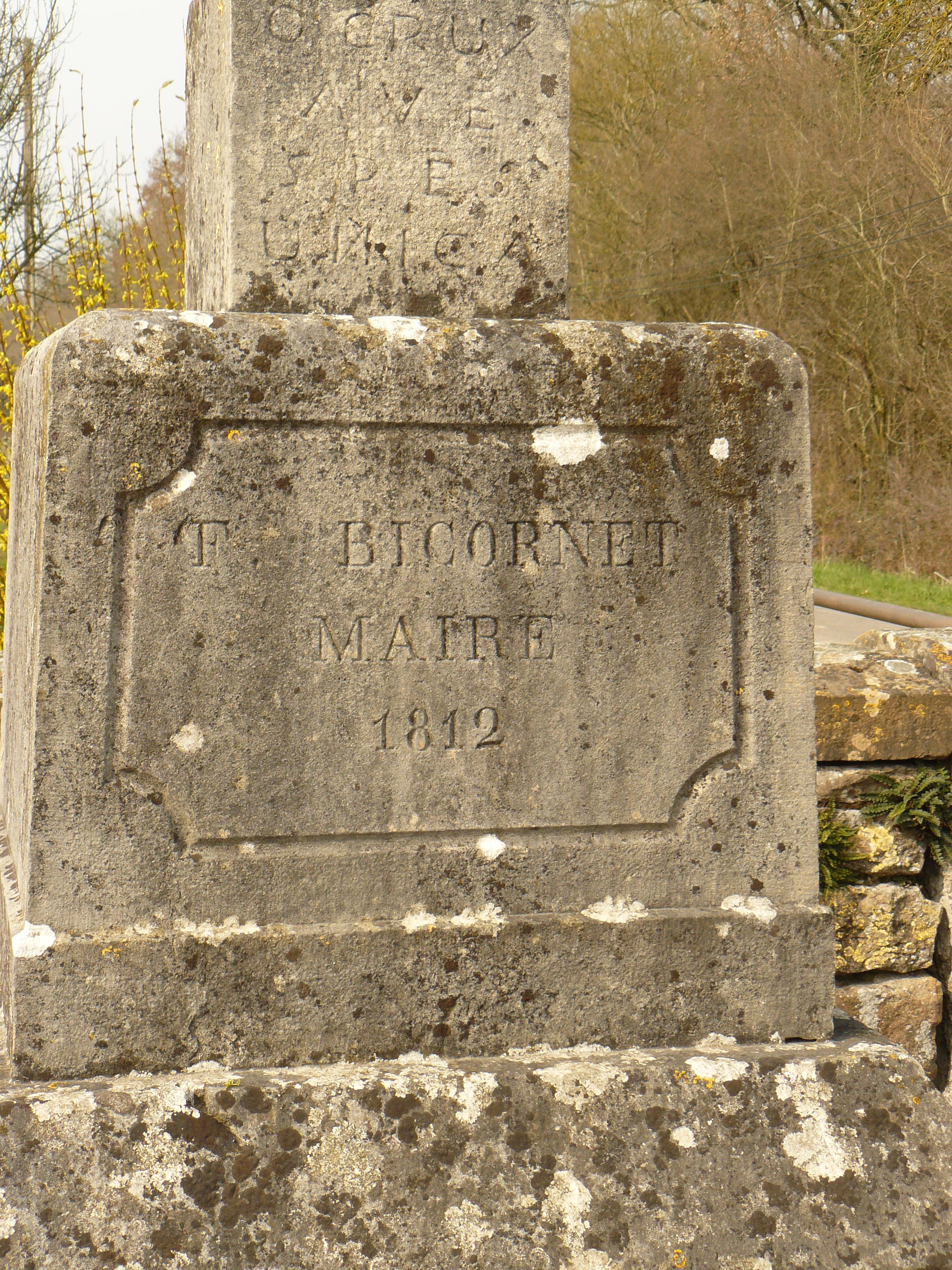
Socle de la Croix érigée en 1812 au Buisson-Roncin par François Bicornet, maire de Lalheue de 1798 à 1816 et de 1831 à 1835.
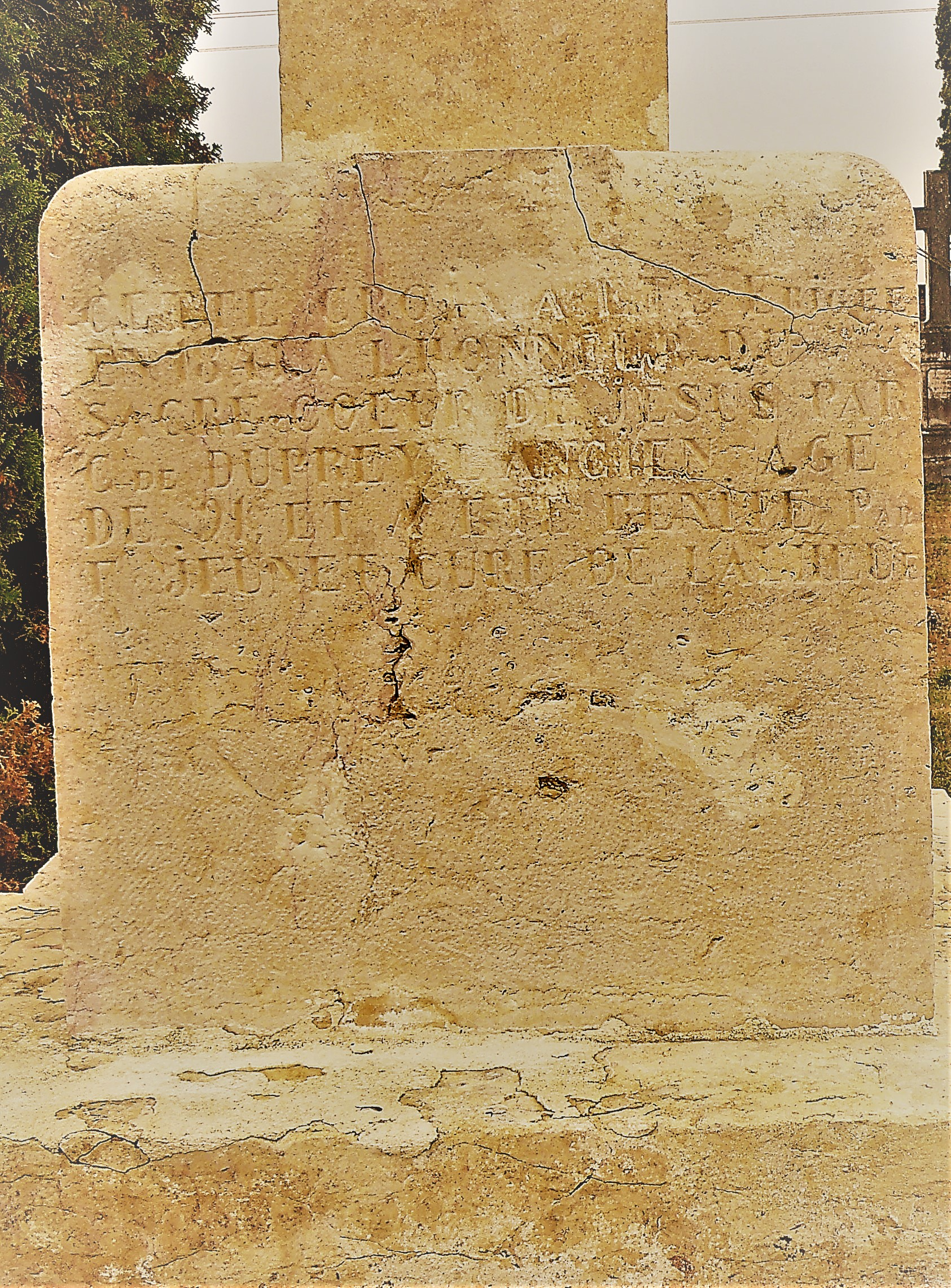
Croix érigée par Claude Duprey « l'ancien », âgé de 91 ans en 1841. Claude Duprey fut de 1790 à 1791 le premier maire de la commune. Croix bénite par le curé F. Jeunet.
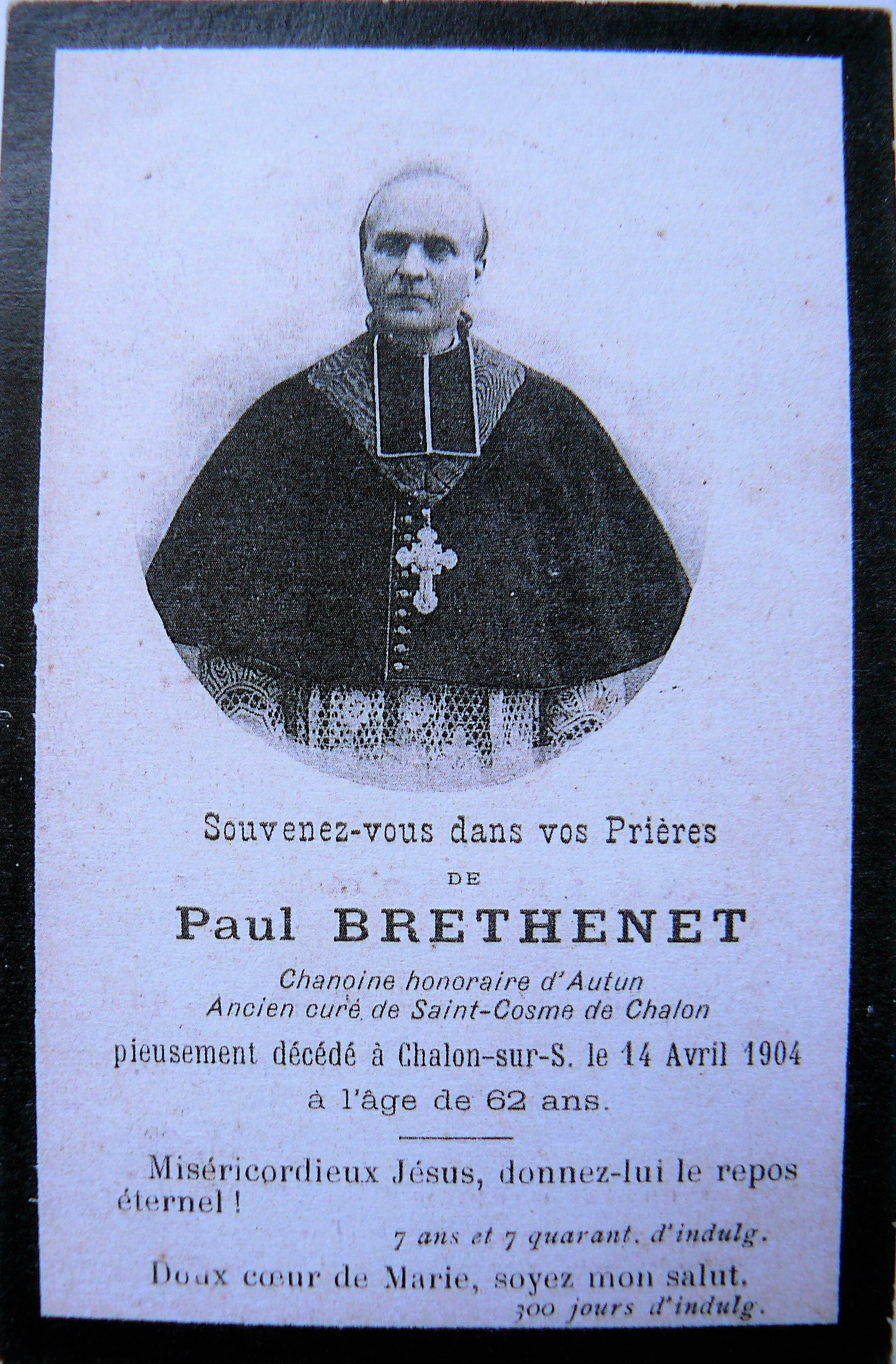
Paul Brethenet, ancien curé de Saint-Cosme à Chalon-sur-Saône, né et inhumé à Lalheue.
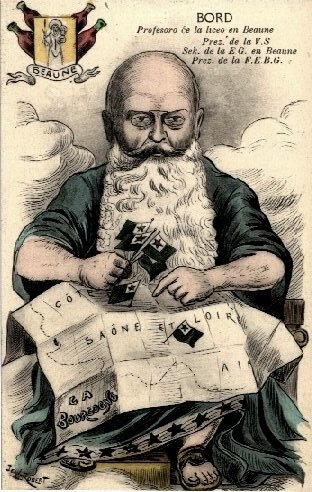
Ernest Bord, portrait caricaturé sur carte postale.
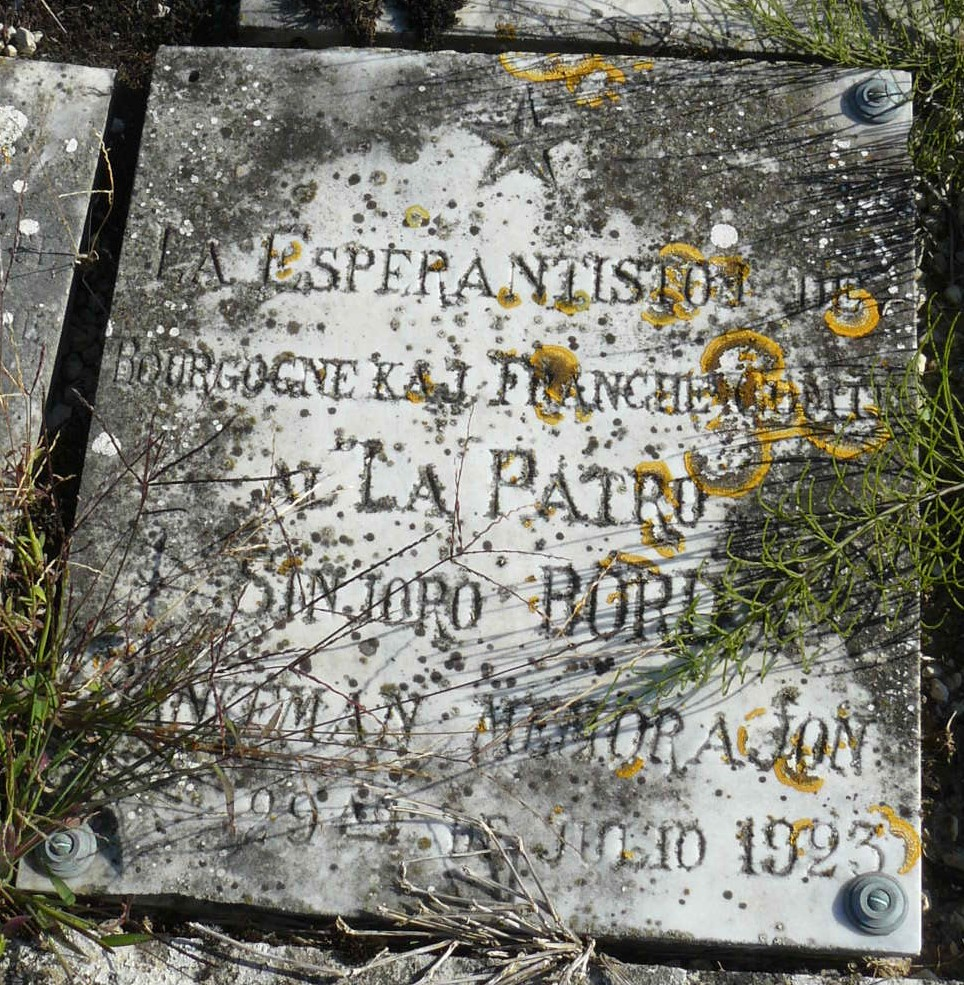
Ernest Bord. Plaque d'hommage des espérantistes de Bourgogne-Franche-Comté.

## Pour approfondir